# 일본 프로 야구 올스타전

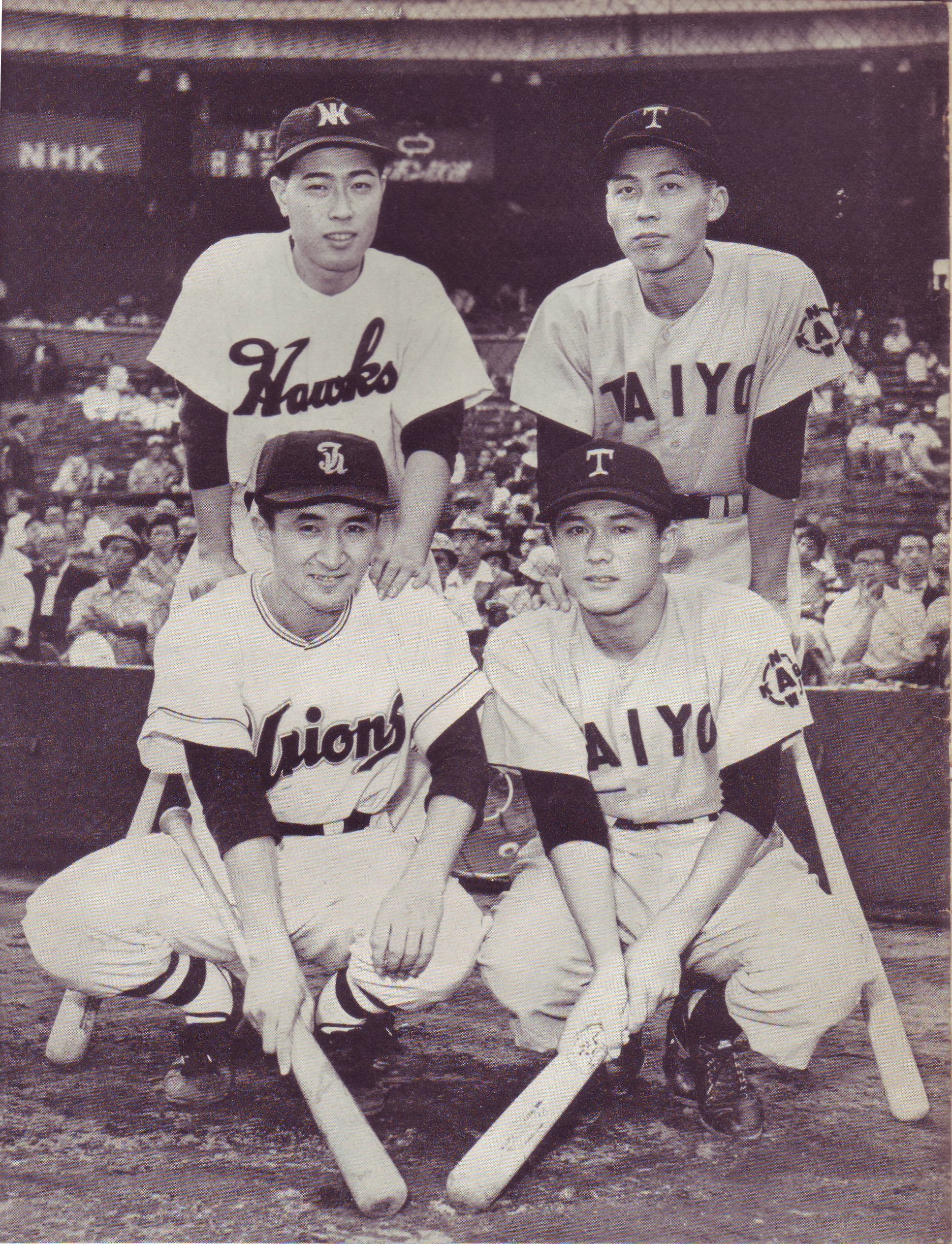
1956년 올스타전 당시의 모습. 오사와 마사요시(왼쪽 위), 아키야마 노보루(오른쪽 위), 사사키 신야(왼쪽 아래), 도이 기요시(오른쪽 아래).

일본 프로 야구의 올스타전, 또는 올스타 게임(일본어: オールスターゲーム)은 일본 야구 기구가 주최하는 센트럴 리그와 퍼시픽 리그의 각 선발팀에 의한 대항 경기이다. 현재 정식 대회명은 마이나비 올스타 게임(マイナビオールスターゲーム)이며 통칭은 ‘올스타’(オールスター) 또는 ‘구연’(일본어: 球宴 큐우엔[*])이다.

## 개요
매년 7월에 개최하여 감독 추천이나 프로 야구 팬에 의한 투표 등에서 선발된 선수가 출전한다.
올스타전의 원천은 단일 리그 시절인 1937년부터 메이저 리그를 본보기로 개최된 ‘직업 야구 동서 대항전’이다. 이때 당시에는 연고지별로 배분한 동서 올스타로 팀을 나누어 개최하였으며 또한 개최 시기는 시즌이 끝난 후였다. 이후 1950년에 센트럴 리그, 퍼시픽 리그라는 양대 리그가 출범하게 되면서 이듬해인 1951년부터 양대 리그의 대항 방식으로 치르고 있다. 시즌 종료 후엔 일본 시리즈가 진행되므로 개최 시기도 여름에, 그것도 시즌 중간에 끼어드는 형식으로 개최됐다.

### 대회명
1988년부터 스폰서가 주관하는 대회가 열리고 있는데 아래와 같은 변천을 이루고 있다.
- 1988년~2006년: 산요 올스타 게임(サンヨーオールスターゲーム) - 산요 전기(전기·전자 기기 회사이며 현재는 파나소닉의 자회사)
- 2007년: 걸리버 올스타 게임(ガリバーオールスターゲーム) - 걸리버 인터내셔널(중고차 판매)
- 2008년~2016년: 마쓰다 올스타 게임(マツダオールスターゲーム) - 마쓰다(자동차 회사, 히로시마 도요 카프 구단 최대 주주)
- 2017년~현재: 마이나비 올스타 게임(マイナビオールスターゲーム) - 마이나비(인재 광고 기업)

## 개최 배경

### 개최 구장 및 주최 구단
12개 구단에게 차례로 개최권이 주어지면서 기본적으로 그 구단의 연고지(전용 구장)에서 열리게 되지만 지방에서 개최하는 경우에는 일본 야구 기구가 직접 개최권을 갖고 센트럴·퍼시픽 양대 리그의 어느 쪽을 홈으로 하며 어떤 구단이 운영 요원을 파견하는가 하는 것은 그때까지의 개최 실적을 바탕으로 결정된다.
또한 이전에는 야간 경기가 가능한 조명 설비를 가진 수용 인원 3만 명 이상의 야구장에서의 개최가 의무화 돼있었기 때문에 이전에 긴테쓰 버펄로스가 후지이데라 구장과 닛폰 생명 구장을 연고지로 하고 있었던 무렵 후지이데라 구장은 당시 조명 설비가 없고 닛폰 생명 구장은 수용 인원 2만 명이 넘는 규정을 충족하지 못했기 때문에 긴테쓰 주관으로는 열리지 않고 원래 긴테쓰 주관이 되는 순번인 1959년, 1967년, 1973년, 1979년에는 난카이 호크스의 홈구장인 오사카 구장으로 대체한 후 난카이에게 개최권을 양도해서 열리게 됐다.
또한 도에이 플라이어스가 1953년부터 1961년 사이에 고마자와 야구장을 프랜차이즈로 하고 있던 9년 간 도에이의 주관 경기와 롯데 오리온스가 1973년부터 1977년 사이에 미야기 구장을 프랜차이즈로 하고 있던 5년 간 롯데의 주관 경기는 개최되지 않았다. 이유는 고마자와 야구장과 미야기 구장의 수용 능력이 앞에서 말한 3만 명 이상 수용 규정에 미치지 못했던 것과 주변 시설의 문제에 따른다. 더욱이 2002년 대회인 2차전에서는 히로시마 도요 카프가 개최권을 가질 차례였지만 경기가 열린 것은 히로시마 시민 구장이 아닌 마쓰야마 주오 공원 야구장(봇짱 스타디움)이며 지방 개최이기 때문에 히로시마 구단이 아닌 일본 야구 기구가 주최하여 운영 요원은 히로시마를 중심으로 센트럴 리그 각 구단에서 파견됐다.

### 시기·일정
초창기에는 연도에 따라 2경기와 3경기로 편차가 있었지만 1960년대 이후에는 3경기로 정착해 왔다. MLB 올스타전이 연 1경기인데 비해 일본의 3경기는 많은 것이 아닌가 하는 일본 프로 야구 선수회 측에서의 요구도 있어 1989년 이후에는 원칙적으로 2경기가 됐다. 다만 기본적으로 하계 올림픽 개최 연도에 대해서는 3경기를 유지한 것에 더해 3차전을 지방에서 개최하는 것으로 합의, 1992년에 미야기 구장을 시작으로 지방에서 열리게 됐다. 2001년을 마지막으로 3경기제는 원칙적으로 일단 없어지고 2002년 ~ 2010년에는 2경기제로 완전하게 치르고 격년으로 2경기 중 1경기(원칙은 2차전)를 지방에서 열리게 됐다. 그러나 2011년에는 선수 연금의 재원 확보 등 일본 프로 야구의 수익 강화를 목적으로 해서 10년 만에 3경기제가 부활하고 2012년과 2013년에는 3경기제로 치렀다. 2014년부터는 다시 2경기제로 부활했고 2018년부터는 4년에 한 번, 한 경기를 지방 구장에서 개최하게 된다.
경기 개최일도 초기인 1951년 ~ 1957년에는 7월 초순이나 중순에 개최됐지만 장마와 겹쳐지면서 우천 취소 또는 연기가 오래 끌었던 경우(1953년 등)도 있었기 때문에 1958년 ~ 2001년에는 장마가 끝난 이후나 여름 휴가(또는 여름 방학)가 시작되는 주말인 7월 하순에 열렸다. 1차전은 토요일, 2차전은 일요일, 이동일을 끼고 3차전은 화요일에 개최됐다. 1990년대의 2경기제는 평일 개최(1차전은 화요일, 2차전은 수요일)였다. 그 후 여름 휴가의 공식전 개최를 강화한다는 목적으로 2002년 ~ 2004년에는 일단 7월 중순으로 일정을 앞당겼지만 센트럴·퍼시픽 교류전 시작에 의한 동일 리그 소속 팀간의 대전, 혹은 교류전의 우천 취소·연기분의 예비일 일정 확보의 관점에서 2005년 이후에는 7월 하순에 돌아온다. 1차전이 목요일이나 금요일에 시작하는 시즌도 있었고 2011년에는 3경기 연속으로 개최됐다.
2020년에는 코로나19 감염 확산의 영향으로 공식전 개막이 6월 이후로 미뤄졌기 때문에 사상 처음으로 올스타전이 취소됐다.

#### 지방 개최
위에서 말한 대로 올스타전은 일본 프로 야구 12개 구단의 연고지가 아닌 지방 도시에서도 개최된다. 일본 야구 기구에서는 올스타전 유치 조건에 대해 ‘프로 야구를 개최할 만한 시설을 구비하고 프로 야구 공식전 등의 개최 실적을 쌓으면서 시설 운영의 노하우를 키우는 것이 전제’라고 설명하고 있다. 또한 지방 개최의 경우 개최권은 일본 야구 기구에 있다. 주관하는 해당 구단이 연고지에서 개최하는 경우와 마찬가지로 운영 요원 등을 파견하긴 하지만 엄밀한 의미에서 주관 구단은 아니다.
| 개최 연도 | 구장                                                              | 주관하는 해당 구단 |
| --------- | ----------------------------------------------------------------- | ------------------ |
| 1992      | 현영 미야기 구장                                                  | 지바 롯데          |
| 1996      | 도야마 시민 구장 알펜 스타디움                                    | 주니치             |
| 1999      | 오카야마현 구라시키 스포츠 공원 야구장 (구라시키 머스캣 스타디움) | 히로시마           |
| 2000      | 나가사키 빅N 스타디움                                             | 다이에             |
| 2001      | 삿포로 돔                                                         | 세이부             |
| 2002      | 마쓰야마 봇짱 스타디움                                            | 히로시마           |
| 2004      | 나가노 올림픽 스타디움                                            | 세이부             |
| 2006      | 선 마린 스타디움 미야자키                                         | 소프트뱅크         |
| 2010      | 니가타 현립 야구장 (HARD OFF ECO 스타디움 니가타)                 | 요코하마           |
| 2012      | 마쓰야마 봇짱 스타디움                                            | 야쿠르트           |
| 2012      | 이와테 현영 야구장                                                | 라쿠텐             |
| 2013      | 이와키 그린 스타디움                                              | 라쿠텐             |
| 2018      | 후지사키다이 현영 야구장 (리브워크 후지사키다이 구장)             | 소프트뱅크         |
| 2022      | 마쓰야마 봇짱 스타디움                                            | 야쿠르트           |
| 2026      | 도야마 시민 구장 알펜 스타디움(예정)                              |                    |

니가타는 2004년 4월 단계에서 2008년 올스타전 개최 도시로 내정됐으나 그해 니가타현에서 2004년 7월 니가타·후쿠시마 호우 피해(7·13 수해)와 니가타현 주에쓰 지진 등의 자연 재해가 잇달아 발생했다. 이에 니가타현은 재해 복구를 최우선시하고자 2008년에 준공 예정이었던 현립 야구장 건설 사업을 동결하고 2005년 7월에 개최를 반납하기로 결정했다. 같은 달 말에 일본 야구 기구에 개최 포기 신청서를 제출했고 8월 1일에 소집된 실행 위원회에서 정식으로 승인을 얻어 사상 최초로 올스타전의 지방 개최를 포기한 사례로 기록됐다. 그 후 2006년 야구장 건설의 전망이 나온 것을 계기로 다시 개최지 후보로 출마해 2010년에 도시로 내정됐고 2009년 6월에 열린 실행위원회에서 정식으로 개최 결정이 내려졌다(경기 내용에 관한 것은 2010년 일본 프로 야구 올스타전을 참조).
2013년 이후, 지방 구장에서의 올스타전 개최가 이뤄지지 않고 있었지만 2018년 2차전은 구마모토현 후지사키다이 현영 야구장에서 개최하게 됐다. 2018년 이후, 지방 구장에서도 4년에 한 번 꼴로 개최한다.

### 선출 방법
팬 투표에 의해 외야수만 상위 3명까지, 그 외의 포지션에 대해서는 1위 선수가 선출된다. 투수는 ‘선발’, ‘중간 계투’, ‘마무리’로 포지션을 나눠 각각 1위가 선출된다. 또한 2008년부터 선수간 투표가 도입돼 팬 투표와 마찬가지로 각 포지션별 1위 선수와 외야수 상위 3명이 선출된다. 다음날에 발표되는 감독 추천(전년도 리그 우승 구단의 감독이 담당)과 모두 합쳐서 양팀 28명씩(총 56명)이 멤버로 등록된다.
선수의 범위는 원칙적으로 28명씩(총 56명)이지만 경기수 등을 고려해서 늘어나는 경우가 있다. 2010년에는 ‘플러스 원’에 의해서 29명(총 58명), 3경기제인 2011년부터 2013년까지는 ‘플러스 원’을 포함해 32명(총 64명)이 됐다.
감독은 전년도 리그 우승 구단의 감독이 맡고, 코치는 전년도 2위·3위 팀의 감독이 맡는다. 전년도 시즌 종료 후에 감독이 교체된 경우, 또는 시즌 중에 감독이 휴양하고 코치 등이 대행을 맡는 경우라도 그대로 감독(감독 대행)이 감독·코치가 된다.

#### 팬 투표
팬 투표는 공식 투표 엽서, 시판되고 있는 우편·사제 엽서, 인터넷(PC, 휴대폰)으로 투표한다. 인터넷 투표에서는 동일 메일 주소로부터 하루 1회까지 투표가 제한된다.
공식 투표 엽서는 공식전 개최 구장과 유명 서점 등에서 배부된다. 공식전 구장 등 일부에는 직접 투표 가능한(우표는 필요 없음) 투표함이 마련돼 있다. 예전에는 써클 K(현: 훼미리마트)에서도 배포했었지만 2016년에 종료했다. 편의점의 투표함은 2005년에 한 번 설치를 취소했다가 2006년부터 부활했다. 이것은 2005년에 전면 시행된 개인정보의 보호에 관한 법률(개인정보보호법)에 의한 영향이라는 설이 있었고 2006년 이후에 개인 정보를 기재하지 않아도 되는 공식 투표 엽서가 도입됨에 따라 편의점에 투표함이 부활한 것이다.
투표 개시일로부터 대략 1주일이 경과한 때부터 마감일까지 거의 매일(토, 일요일은 제외) 도중에 경과가 발표되며 마감 후 1주일 정도를 목표로 최종 집계가 공개된다. 1986년까지는 18명(1975년 지명타자 제도 도입 후에는 19명) 연달아 기입 또는 한 명만 기입하거나 18명 연달아 기입하는 것 중 어느 한쪽을 택하는 등 투표 방식의 변화를 겪다가 1987년 이후엔 한 명 기입과 연달아 기입 중 자유롭게 선택할 수 있게 됐고 연기 투표의 경우 19명(센트럴 리그 9명, 퍼시픽 리그 10명)까지 자유롭게 기입할 수 있게 됐다(아래 내용을 참조). 그 후 룰이 개정됨에 따라 투수에 대해서는 ‘선발’, ‘중간 계투’, ‘마무리’ 각각 3명씩 투표가 가능하기 때문에 연달아 기입할 경우에는 23명(센트럴 리그 11명, 퍼시픽 리그 12명)까지 투표가 가능하다. 다만 각 리그별로 각 포지션당 1명(외야는 3명까지)이라는 투표 방식은 엄수하게 돼있다.
공식 투표 엽서를 통한 투표는 마크시트 방식으로 미리 후보에 오른 선수들 중에서 골라 칠하는 방식이 도입됐다. 2005년부터 팬 투표에서 가장 많은 표를 얻은 선수는 ‘최다 득표 플레이어’로 시상을 하는데 시상은 출장 선수 발표 후에 소속 팀의 홈 경기 개최 구장에서 이뤄지며 인정서, 상패 등이 수여된다. 노미네이트 선수 외의 경우에는 팀, 포지션, 등번호 순으로 전부 칠해서 투표한다. 2016년의 하라구치 후미히토의 경우 T→2→9→4의 순으로 전부 칠했다.
기본적으로 팬 투표로 선출된 선수가 올스타전에 불참하는 것은 불가능하다. 불참했을 경우 야구 협약 제86조에 의해 해당 선수가 속하는 구단의 올스타전 종료 후의 후반기가 시작한 이후부터 10경기 선수 등록을 할 수 없다. 2006년까지 ‘현저한 부상 등에 의해 출전이 불가능하다고 커미셔너가 인정했을 경우에는 출장 등록이 가능할 때까지 기간을 단축할 수 있다’라고 명시돼 있어 부상에 의한 출전이 불가능할 경우 등록 정지 기간의 단축 또는 면제받을 수 있었지만 명확한 적용 기준 없이 악용될 소지가 있다는 이유로 그 해에 폐지됐다. 이 제도의 적용을 받은 적이 있는 선수는 2003년 가와사키 겐지로, 2006년 후쿠도메 고스케·고쿠보 히로키 등 3명이 있는데 후쿠도메의 경우 후반기 개막 이후부터 활약한 탓에 제도가 악용됐다는 비판이 일었다(특히 후쿠도메는 2006년을 제외한 모두 선출된 연도에 출전한 적이 있어서 이 해에도 올스타전에서는 부상의 영향으로 14경기를 결장했다). 또한 2019년부터 야구 협약이 개정되면서 뇌진탕에 의한 등록 말소된 선수는 적용 대상에서 제외되는 것 외에도 올스타전 개최 시점에서 출전 선수 등록이 말소 중인 선수에 대해서는 말소 기간 중의 경기 수를 10경기에서 빼기로 했다.

##### 역대 팬 투표 방식
- 1951년, 1952년: 18명 연기 시판 중인 엽서를 사용하여 우송한 것만.
- 1953년: 단기(1명만) 엽서 우송한 것만.
- 1954년, 1955년: 단기·18명 연기중 어느 것이라도 가능(시판 엽서 우송 기타, 신문인쇄 투표 용지, 엽서크기의 그림용지라도 투표와 지참도 가능).
- 1956년: 엽서인 경우에는 단기·18명 연기 어느 것이라도 가능, 신문인쇄 투표 용지는 18명 연기만, 어느 것이나 우송한 것만 접수하며 소포는 사용 불가.
- 1957년 ~ 1970년: 엽서나 신문인쇄 투표 용지 모두 18명 연기만, 어느 것이나 우송한 것만 가능하며 소포 사용 불가.
- 1971년, 1972년: 양대 리그 모두 같은 수비 위치·선수를 1명씩 선택하는 준단기 방식(즉 투수를 투표하고 싶으면 센트럴·퍼시픽 각각의 투수 중에서 1명씩 선택함) 엽서, 전용 투표 용지에 의한 우송분.
- 1973년 ~ 1975년: 양대 리그 모두 투표자가 각자 수비 위치를 선택해 2명씩 투표하는 준단기 방식 엽서·전용 투표 용지에 의한 우송분.
- 1976년 ~ 1986년: 19명 연기(수비 위치와 등번호의 숫자와 구단의 영문 약칭을 병기) 엽서·전용 투표 용지에 의한 우송분.
- 1987년 ~ 현재: 단기·연기 어느 쪽이나 가능. 연기인 경우에는 19명(그 후 투수를 3가지로 분류했기 때문에 현재는 23명)까지의 범위라면 자유롭게 투표할 수 있게돼 엽서·전용 투표 용지에 의한 우송, 구장 등에서의 직접 지참, 그 후 인터넷(PC, 휴대전화)에서의 투표도 가능하다.

※관련 출처: 《베이스볼 레코드북 1988년판》(베이스볼 매거진사), ‘올스타 게임’ 항목을 참조

##### 현행 팬 투표의 문제점
1. 인터넷 투표의 도입에 따라 쉽게 대량 투표가 가능해졌기 때문에 부상으로 경기 출장이 없었던 선수가 선택되거나 그 포지션을 경험한 적이 없는 선수가 표를 모은다는 불가해한 결과가 많이 보이게 됐다(예를 들자면 2003년의 가와사키 마쓰리). 호의적으로 해석할 것인가 부정적으로 받아들일 것인가는 사람에 따라 다르지만 타격에 자신있었던 트레이 무어 투수에게 1루수로서의 투표가 들어와 있기도 하였고 일부 팬이 나카무라 노리히로의 3루수 부문에서의 선출을 저지하기 위해 오가사와라 미치히로에 표를 집중시키기도 하였을 뿐만 아니라 릭 쇼트에게 거의 지킨 적이 없는 유격수로서의 표가 많이 들어있었던 적도 있다.
2. 지명된 선수에의 투표에 비해 그 외 선수에게의 투표는 시간이 걸리기 때문에 지명외 선수가 선출되는 것은 극히 적다. 그 때문인지 시즌 중간부터 주전이 된 선수, 지명되지 않은 선수는 선출되기 어렵다. 또한 시즌 중에 포지션 변경이 있었던 선수도 변경 전 포지션에서의 득표가 압도적으로 많다. 더욱이 포지션을 변경한 선수는 표가 각 포지션으로 분산돼 버린다(2000년대 후반 이후에서는 마쓰나카 노부히코에게 표가 1루수, 외야수, 지명타자로 분산됐다).
3. 선발·중간 계투는 팀당 5 ~ 6명씩 있지만 범위는 각각 1개씩 밖에 없기 때문에 감독 추천이 아니면 출장은 어렵다.
4. 표가 들어오기 쉽다는 조건만 있다면 부상 선수나 2군에서 조정 중인 선수까지 선출되는 일이 있다(2007년의 마쓰모토 아키라 등).
5. 드물게 구단 스스로가, 혹은 구단 소재지의 현지 언론 등이 주도하는 형태로 팀의 관심을 환기시키기 위한 목적으로 팬에게 투표를 호소한 경우 결과적으로 해당 구단 소속 선수에게의 대량 득표로 이어지는 경우가 있어 특히 그 구단의 시즌 성적이 부진한 경우에는 비난의 대상이 되기 쉽다(1978년의 닛폰햄, 1995년의 요코하마, 2007년의 라쿠텐 등이 있는데 특히 전자의 경우 일부 선출된 선수가 출전 포기로 몰린 적도 있다).[11]

이러한 문제의 개선책으로서 지명 제도의 폐지나 포지션별 선출의 재검토 등이 논의되고 있다. 오 사다하루(소프트뱅크 구단 회장)는 사안으로서 AKB48의 총선거와 같은 방식, 즉 관전권 1장 당 투표 용지 1장을 첨부하는 방식을 내놓았다.

#### 수비 위치의 기호
- 선발 투수: 1-1
- 중간 계투: 1-2
- 마무리 투수: 1-3
- 포수: 2
- 1루수: 3
- 2루수: 4
- 3루수: 5
- 유격수: 6
- 좌익수: 7
- 중견수: 8
- 우익수: 9
- 지명타자: DH

#### 투표로 사용하는 구단 약칭

##### 센트럴 리그
- 요미우리 자이언츠 (G)
- 오사카 타이거스 → 한신 타이거스 (T)
- 나고야 드래건스 → 주니치 드래건스 (D)
- (제1차)고쿠테쓰 스왈로스 → 산케이 스왈로스 → (제2차)야쿠르트 스왈로스 → 도쿄 야쿠르트 스왈로스 (S)
- 요코하마 DeNA 베이스타스 (DB)
- 히로시마 카프 → 히로시마 도요 카프 (C)

##### 퍼시픽 리그
- (제1차)한큐 브레이브스 → 오릭스 브레이브스 → (제2차)오릭스 버펄로스 (B) ※버펄로스는 2019년부터
- 난카이 호크스 → 후쿠오카 다이에 호크스 → 후쿠오카 소프트뱅크 호크스 (H)
- 니시테쓰 라이온스 → 다이헤이요 클럽 라이온스 → 크라운라이터 라이온스 → 세이부 라이온스 → 사이타마 세이부 라이온스 (L)
- 도큐 플라이어스 → 도에이 플라이어스 → 닛타쿠홈 플라이어스 → 닛폰햄 파이터스 → 홋카이도 닛폰햄 파이터스 (F)
- 지바 롯데 마린스 (M)
- 도호쿠 라쿠텐 골든이글스 (E)

##### 과거에 사용된 약칭
- 센트럴 리그
  - (제1차)다이요 웨일스 → (제2차)다이요 웨일스 → 요코하마 다이요 웨일스 (W)
  - 다이요 쇼치쿠 로빈스 (R)
  - 요코하마 베이스타스 (YB)
  - 산케이 아톰스 → 아톰스 → 야쿠르트 아톰스 (A)
  - 쇼치쿠 로빈스 (R)
- 퍼시픽 리그
  - 오릭스 블루웨이브 (BW)
  - 오릭스 버펄로스 (Bs) ※2018년까지
  - 마이니치 오리온스 → 마이니치 다이에이 오리온스 → 도쿄 오리온스 → 롯데 오리온스 (O)
  - 다카하시 유니온스 → 톰보우 유니온스 → 다카하시 유니온스 (U)
  - 다이에이 스타스 (S)
  - 다이에이 유니온스 (U)
  - 긴테쓰 펄스 (P)
  - 긴테쓰 버펄로 → 긴테쓰 버펄로스 → 오사카 긴테쓰 버펄로스 (Bu)

#### 선수간 투표
2008년부터 현역 선수가 팬 투표와는 별도로 투표를 실시해 출장 선수를 선출하는 제도를 도입했다. 개요는 다음과 같다.
- 투표는 12개 구단의 지배하 등록 선수 전원에 의해 실시한다.
- 투표 대상 선수는 각 구단이 선출한 팬 투표 리스트의 30명이다.
- 센트럴 리그는 9개 포지션 9명, 퍼시픽 리그는 지명타자를 포함한 10개 포지션 10명에게 투표하며 외야수는 포지션을 나누지 않고 3명이다.
  - 2010년까지는 자기 구단의 선수에게 투표가 불가능했으나 2011년도부터 가능해졌다.
- 센트럴·퍼시픽 각각의 포지션 득표수 1위를 올스타전 출장 선수로 한다.
  - 팬 투표와 선수간 투표의 1위가 동일 선수였을 경우, 2위 선수를 위로 올리지 않고 그 범위는 감독 추천 선수에 포함시킨다.

#### 플러스 원
2010년에 60회 대회 특별 기획으로서 도입된 팬 투표·선수간 투표·감독 추천 선수 이외로부터 ‘최후의 1명’을 결정짓는 팬 투표이다. 2014년부터 2017년까지 실시되지 않았으나 이후 2018년부터 재개됐다. 2021년에도 실시되지 않다가 2022년부터 재개되고 있다.
투표의 명칭
- 마쓰다 프리머시 플러스 원 드림(2010년)
- SKYACTIV TECHNOLOGY 플러스 원 챌린지(2011년)
- SKYACTIV TECHNOLOGY 플러스 원 드림(2012년)
- 플러스 원 투표(2013년, 2018년 이후)

| 연도   | 센트럴 리그       | 센트럴 리그              | 퍼시픽 리그       | 퍼시픽 리그                |
| 연도   | 성명              | 소속                     | 성명              | 소속                       |
| ------ | ----------------- | ------------------------ | ----------------- | -------------------------- |
| 2010년 | 크레이그 브라젤   | 한신 타이거스            | 다나카 겐스케     | 홋카이도 닛폰햄 파이터스   |
| 2011년 | 사와무라 히로카즈 | 요미우리 자이언츠        | 사이토 유키       | 홋카이도 닛폰햄 파이터스   |
| 2012년 | 도바야시 쇼타     | 히로시마 도요 카프       | 가쿠나카 가쓰야   | 지바 롯데 마린스           |
| 2013년 | 도바야시 쇼타     | 히로시마 도요 카프       | 우치카와 세이이치 | 후쿠오카 소프트뱅크 호크스 |
| 2018년 | 사카구치 도모타카 | 도쿄 야쿠르트 스왈로스   | 오타 다이시       | 홋카이도 닛폰햄 파이터스   |
| 2019년 | 하라구치 후미히토 | 한신 타이거스            | 오타 다이시       | 홋카이도 닛폰햄 파이터스   |
| 2022년 | 고바야시 세이지   | 요미우리 자이언츠        | 기요미야 고타로   | 홋카이도 닛폰햄 파이터스   |
| 2023년 | 트레버 바우어     | 요코하마 DeNA 베이스타스 | 야마모토 요시노부 | 오릭스 버펄로스            |
| 2024년 | 와타라이 류키     | 요코하마 DeNA 베이스타스 | 미즈타니 슌       | 홋카이도 닛폰햄 파이터스   |
| 2024년 | 나카노 다쿠무     | 한신 타이거스            | 야마모토 다이토   | 지바 롯데 마린스           |

개요는 아래와 같다.
- 팬 투표, 선수간 투표, 감독 추천에 따른 출장 선수 결정 후에는 선출되지 않은 출장 조건을 만족한 모든 선수 중에서 선택한다. 메이저 리그 베이스볼 올스타전에서의 ‘33번째 선수’와는 다르게 후보자의 선출은 행해지지 않는다.
- 투표 접수는 인터넷(NPB 공식 홈페이지)에서 한다. 2019년에는 트위터, 2023년에는 SmartNews 앱에 의한 투표도 가능했다.
- 센트럴·퍼시픽 각각의 득표수 1위를 올스타전 출장 선수로 한다.

### 출장 대상 선수
- 원칙적으로 5월 말까지 지배하에 등록된 선수를 대상으로 한다.
- 2004년부터 1군의 경기 실적이 없는 선수에게의 투표는 금지하고 또한 조직표 방지의 관점에서 타자는 10경기 이상, 또는 20타석 이상 출장, 투수는 5경기 이상, 또는 10이닝 이상의 등판(출장) 실적이 없는 선수는 선출 대상에서 제외하게 됐다.
- 외국인 선수는 팬 투표에 대해서는 추천의 상한을 두지 않는다(경기 출장 즈음에는 동시 출장의 경기에 상한이 있다).
- 투표 기간 중의 선수 이적에 관해서는 동일 리그 내에서의 경우는 전 소속 구단의 성적도 합하여 득표 수로 계산한다. 다른 리그에의 이적일 경우에는 전 소속 구단의 성적을 그대로 ‘이적 전’을 취급하여 남겨두고 이적처 구단의 소속 리그에서는 다시 ‘0’부터 득표를 계산해간다.

### 경기 방식
- 예고 선발이 있어 1차전은 경기 전날에 발표되며 2차전과 3차전은 경기 종료 후에 발표된다.
- 모든 경기에서 지명타자제가 도입된다.
- 9이닝으로 종료되며 연장전은 없음, 무승부 재경기도 없다.
- 우천으로 경기를 계속 진행하는 것이 불가능할 경우에는 공식전과 마찬가지로 콜드게임은 5회말 종료 시점에 성립하는 것으로 간주한다.
- 투수는 3이닝 이상 등판할 수 없다. 단 1사 또는 2사 후에 등판했을 경우는 이후 3이닝을 완전히 던질 수 있다(따라서 기록상으로는 최대 3과 2/3이닝까지 등판 가능하다).
- 허용되는 외국인 선수 범위는 팀당 최대 5명(2010년까지는 4명)이다. 동시에 출전할 수 있는 외국인 선수는 투수 1명, 야수 4명(2010년까지는 3명)까지이다.
- 경기의 심판은 일본 야구 기구 심판부에서 선출된 심판이 맡으며 일본 시리즈와 마찬가지로 6명으로 구성된다. 공식전이나 교류전과는 달리 외심으로 불리는 심판(이전의 선심, 주로 양쪽 폴대로 타구가 날아갔을 시 파울이냐 홈런이냐를 판정함)이 양쪽 날개의 파울 라인 상에 선다.
- 명확히 규정된 것은 아니지만 개최 구장이 연고지인 팀의 투수가 선발을 맡는 것이 관례다(야마모토 마사가 자신의 공식 홈페이지에서 언급했음). 그 예로 2003년 1차전(오사카 돔)에 센트럴 리그는 한신 타이거스(당시)의 이가와 게이, 퍼시픽 리그는 오사카 긴테쓰 버펄로스(당시)의 이와쿠마 히사시가 선발로 나섰다(그 해의 주관 구단은 오사카 돔을 홈구장로 사용하고 있는 긴테쓰였지만 2002년 올스타전 개최 조항 개정에 따라 2경기를 개최할 경우 홈 경기는 센트럴·퍼시픽 리그가 각기 1경기씩 맡기로 결정됐기에 센트럴 리그의 홈 경기가 됐다).
  - 지방 구장에서 열리는 경기의 경우 그 구장의 주관 구단에 상당하는 순번의 구단(지방 개최 시에는 일본 야구 기구가 주관하므로)의 투수가 선발을 맡을 때가 많다. 그 예로 2006년 2차전(선 마린 스타디움 미야자키)의 경우 센트럴 리그는 미야자키를 캠프지로 삼는 요미우리 자이언츠의 우쓰미 데쓰야가, 퍼시픽 리그는 현지 규슈 지방(미야자키 시는 캠프지이기도 함) 후쿠오카 소프트뱅크 호크스의 사이토 가즈미(당시)가 선발로 나섰다.

#### 대회 CM
1999년 대회와 2000년 대회 개최시에는 양팀 감독이 출연한 대회 오리지널 CM이 제작돼 6월 경부터 각 구장의 대형 스크린을 통해 상영됐다.

#### 대회 마스코트 캐릭터
1990년대 산요 전기 스폰서 시절에 별을 모티브로 한 올스타전 오리지널 대회 마스코트 캐릭터 ‘우쓰이누’(うっ太)와 ‘나게이누’(なげ太)가 존재했다. 헬멧에 센트럴 리그의 로고가 쓰여진 것과 퍼시픽 리그의 로고가 씌어진 것 2개가 존재됐다.

#### 대회 심볼 마크
- 산요 전기 시대: 센트럴 리그와 퍼시픽 리그 로고가 새겨진 헬멧이다.

#### 프랙티스 유니폼
2007년까지는 연습중에도 각 구단의 유니폼을 착용했지만 2008년부터는 센트럴·퍼시픽 리그 각각의 이미지 컬러인 연맹기의 색(센트럴 리그 = 녹색, 퍼시픽 리그 = 파란색)을 기조로 한 프랙티스 유니폼(미즈노 제공)을 착용한다. 덧붙여서 이 유니폼은 출장 선수의 직필 사인을 넣어서 인터넷 옥션에 출품한다. 자선 사업에 따른 매출금은 일본 적십자사를 통해서 그 해에 발생한 미얀마의 사이클론이나 중화인민공화국의 쓰촨 대지진 피해 지역의 구호 활동에 충당됐다.
2009년 대회는 개최 구장을 연고지로 하는 구단의 팀 컬러(센트럴 리그 = 카프의 빨간색, 퍼시픽 리그 = 파이터스의 파란색)로 2010년 대회에는 각각의 개최지를 이미지화한 색(센트럴 리그 = 니가타의 동해에 떠오른 석양의 오렌지와 동해의 블루, 퍼시픽 리그 = 후쿠오카의 현해탄의 깊은 바다를 이미지화한 검은색과 암청색)으로 각각 변경 되고 있다.
2011년 대회는 센트럴·퍼시픽 리그 모두 마크와 로고 외에는 모두 같은 디자인으로 했다. 이것은 그해 3월 11일에 발생한 동일본 대지진으로부터의 부흥을 12개 구단 하나가 되어 힘쓰고 있다는 메시지를 넣은 것으로서 일장기를 이미지화한 ‘백지에 붉은색’으로 돼있다. 2012년 대회와 2013년 대회에도 같은 디자인(로고는 변경)을 사용했다. 더욱이 실제 경기에서 착용한 유니폼은 출장 선수의 직필 사인을 넣어서 인터넷에 의한 자선 옥션에 출품됐다. 옥션의 매출 전액을 일본적십자사를 통해서 지진 재해의 부흥을 위해 사용된 바 있다.
2014년에는 3년 만에 디자인이 변경이 되면서 센트럴 리그는 ‘은’, 퍼시픽 리그는 ‘금’을 기조로 한 유니폼이 만들어졌다. 로고 주변에는 지금까지와 마찬가지로 개최지를 본뜬 별이, 모자에는 리그의 로고 마크가 각각 그려졌다. 또, 이듬해 2015년에도 같은 디자인을 사용했다.
2016년에는 공급자인 마제스틱 재팬으로 변경돼 유니폼도 새로워지면서 2009년과 동일하게 개최 구장을 홈구장으로 하는 구단의 팀의 특성(센트럴 리그 = 베이스타스의 파란색, 퍼시픽 리그 = 호크스의 황색)을 모티브로 삼았다. 2017년에는 개최 구장을 홈구장로 하는 구단의 원정팀 유니폼(센트럴 리그 = 드래건스, 퍼시픽 리그 = 마린스)을 베이스로 한 디자인으로 했다. 2019년에는 센트럴 리그는 짙은 감색·초록색·짙은 청색(개최지 고시엔 구장이 있는 효고현기의 색깔), 퍼시픽 리그는 회색·파란색·에도보라색(도쿄 돔이 있는 도쿄도기의 색깔)의 각 3가지 색상을 기반으로 양 옆에 소속 구단을 이미지로 한 별이 각각 3개씩 그려진 디자인으로 구성됐다.
이 유니폼에 대해서는 제공자인 미즈노가 일반용으로 제작하고 있는 복제판을 통신 판매 등에서 판매도 하고 있다. 또한 판매는 기간을 한정해서 팬 투표 기간 중부터 개시된다.

#### 과거의 경기 방식

##### 연장전 규정
- 1953년 : 12회까지.
- 1954년 ~ 1955년 : 일몰까지.
- 1956년 ~ 1958년 : 22시 15분 이후 새로운 이닝에 들어가지 않는다.
- 1959년 ~ 1964년 : 22시 30분 이후 새로운 이닝에 들어가지 않는다.
- 1965년 ~ 1967년 : 22시 15분 이후 새로운 이닝에 들어가지 않는다.
- 1968년 ~ 1973년 : 22시 20분 이후 새로운 이닝에 들어가지 않는다.
- 1974년 : 21시 30분 이후 새로운 이닝에 들어가지 않는다.
- 1975년 ~ 1987년 : 경기 개시 3시간을 넘기면 새로운 이닝에 들어가지 않는다.
- 1988년 ~ 1991년 : 경기 개시 4시간을 넘기면 새로운 이닝에 들어가지 않는다. 12회 중단.
- 1992년 이후 : 연장 없음, 9회 중단.

##### 지명타자
- 1982년 이전 : 채택되지 않음
- 1983년 : 채택됐는데 퍼시픽 리그에만 도입
- 1984년 ~ 1989년 : 채택되지 않음
- 1990년 ~ 1992년 : 퍼시픽 리그 연고지 구장에만 채택
- 1993년 이후 : 모든 경기에 채택됨

### 각종 시상
- 최우수 선수상(각 경기에 대해 1명씩) : 상금 300만 엔
- 우수 선수상(각 경기에 대해 4명씩) : 상금 100만 엔

2009년도부터는 우수 선수에게 대신해 다음의 각 상을 증정.
- 베스트 배터상(가장 뛰어난 타격 기술을 보인 선수) : 상금 100만 엔
- 베스트 피처상(가장 탁월한 투구를 보인 선수) : 상금 100만 엔
- 베스트 플레이상(수비·주루 등 여러 가지 플레이로 ‘이것이야말로 프로’라는 기술을 보인 선수) : 상금 100만 엔

- 최다 득표 플레이어(팬 투표에 대해 득표수가 1위인 선수) : 인정서, 상패 등

두 경기를 통한 우수 선수에 대한 시상(2019년도)
- 마이나비상 : 상금 100만 엔
- 트위터상(트위터상에서 가장 많은 트윗이 달아올랐던 선수) : 상금 100만 엔[주 14]

#### 과거의 각종 상들
- SANYO상 → 걸리버상

각종 경기에서 가장 팬의 공감을 준 파인플레이를 한 선수, SANYO상 때는 수시 시상(상금 10만 엔)이었지만 걸리버상은 2경기를 통해서 1명에게 걸리버가 제공하는 중고차(차종은 선수가 결정할 수 있음)가 주어진다.
- 홈런상(각종 경기에서 홈런을 친 선수에게 수시) : 상금 3만 엔(TV 중계에서는 금액의 상세한 내용은 생략돼 ‘상금이 주어집니다’라고 소개된다)
- 산요 올스타 신인상 → 걸리버 올스타 신인상(모든 경기를 통해서 그 해 올스타전에 첫 출전하여 맹활약한 선수를 각 리그에서 1명씩을 선정) : 상금 30만 엔
- 마쓰다상
  - 정식 명칭은 마쓰다 비안테상(2008년) → 마쓰다 악셀라상(2009년) → 마쓰다 프리머시상(2010년) → SKYACTIV TECHNOLOGY상(2011년 ~ 2013년) → Be a driver.상(2014년 ~ )
  - 모든 경기를 통해서 플레이나 퍼포먼스 등으로 팬에게 꿈과 감동을 주고 가장 강한 인상을 남긴 선수 한 명에게 주어진다.
  - 부상 : 마쓰다 비안테(2008년) → 마쓰다 악셀라(2009년) → 마쓰다 프리머시(2010년) → 마쓰다의 ‘SKYACTIV TECHNOLOGY’ 탑재차 또는 마쓰다가 제공하는 여러 종류의 차 중에서 1대(2011년 ~ )[주 15][주 16]
- 닛산 노트 e-POWER상 : 닛산 자동차의 전기 자동차 ‘닛산 노트 e-POWER’를 증정(2017년)
  - ‘협찬사 특별상’으로서 마이나비상과 세트로 증정

참고로 산요 전기가 협찬하고 있었을 당시에는 각 상 수상자에게 부상으로 산요 전기 가전제품이 주어졌다. 또한 각종 경기에 승리한 리그나 경기 전에 열린 특별 행사 출장 선수에게의 참가상, 올스타전에 선출된 선수 전원에게도 출전 기념품인 산요 제품이 주어졌다.

### 홈런 더비
경기 전의 특별 행사로서 ‘홈런 더비’가 진행되고 있다.
규정(2018년 이후)
- 출전 선수 중 홈런을 개최 연도의 7월 1일까지 7개 이상, 또는 전년도 공식전에서 15개 이상을 기록한 선수를 대상으로 팬 투표에 의해 센트럴·퍼시픽 양대 리그에서 각각 4명씩 선출한다.
- 제1경기에서 4명에 의한 준준결승·준결승을, 제2경기에서 나머지 4명에 의한 준준결승·준결승과 각 준결승의 승자에 의한 결승을 치른다. 아울러 1, 2차전 승자끼리 맞붙는 ‘종합우승결정전’은 열리지 않는다.
- 1회에 2분(공의 수는 무제한이지만 타구가 착지할 때까지 다음 투구를 할 수 없다)[주 17]이 주어지며 홈런 수가 많은 사람이 승리한다. 홈런 수의 경우에는 1분 간 연장전을 진행하며 더욱이 홈런 수의 경우 팬 투표에서의 투표 수가 많은 쪽이 승리한다.
- 우승 상금은 100만 엔이며 이와는 별도로 모든 경기에서 타구 속도가 가장 빨랐던 선수에게 ‘닛산 노트 e-POWER상’이 주어진다.

규정(2017년 이전)
- 각 경기마다 팬 투표로 선출된 센트럴·퍼시픽 양대 리그에서 두 명씩 출전한다.
- 홈런이 되지 않은 타구나 헛스윙을 아웃으로 간주하며 아웃은 7회로 종료한다.
- 우승 상금은 50만 엔

## 연도별 경기 결과
| 범례 승리팀 - CL: 센트럴 리그 - PL: 퍼시픽 리그 - 굵은 글씨는 승리한 것을 나타냄 |

| 횟수                                                                | 연도   | 날짜     | 스코어               | 스코어               | 스코어               | 스코어               | 스코어               | 개최 구장                         | MVP                   |
| ------------------------------------------------------------------- | ------ | -------- | -------------------- | -------------------- | -------------------- | -------------------- | -------------------- | --------------------------------- | --------------------- |
| 1                                                                   | 1951년 | 7월 4일  | CL                   | 2                    | -                    | 1                    | PL                   | 한신 고시엔 구장                  | 가와카미 데쓰하루     |
| 1                                                                   | 1951년 | 7월 7일  | CL                   | 4                    | -                    | 2                    | PL                   | 고라쿠엔 구장                     | 노구치 아키라         |
| 1                                                                   | 1951년 | 7월 8일  | CL                   | 3                    | -                    | 4                    | PL                   | 고라쿠엔 구장                     | 하야시 기이치         |
| 2                                                                   | 1952년 | 7월 3일  | CL                   | 2                    | -                    | 2                    | PL                   | 한큐 니시노미야 구장              | (수상자 없음)         |
| 2                                                                   | 1952년 | 7월 5일  | CL                   | 1                    | -                    | 8                    | PL                   | 고라쿠엔 구장                     | 이이지마 시게야       |
| 3                                                                   | 1953년 | 7월 1일  | CL                   | 0                    | -                    | 2                    | PL                   | 고라쿠엔 구장                     | 이이다 도쿠지         |
| 3                                                                   | 1953년 | 7월 6일  | CL                   | 2                    | -                    | 0                    | PL                   | 한신 고시엔 구장                  | 히라이 사부로         |
| 3                                                                   | 1953년 | 7월 8일  | CL                   | 0                    | -                    | 3                    | PL                   | 주니치 스타디움                   | 호리이 가즈오         |
| 4                                                                   | 1954년 | 7월 3일  | CL                   | 2                    | -                    | 5                    | PL                   | 한큐 니시노미야 구장              | 나카니시 후토시       |
| 4                                                                   | 1954년 | 7월 4일  | CL                   | 1                    | -                    | 2                    | PL                   | 고라쿠엔 구장                     | 야마우치 가즈히로     |
| 5                                                                   | 1955년 | 7월 2일  | CL                   | 0                    | -                    | 2                    | PL                   | 오사카 구장                       | 야마우치 가즈히로     |
| 5                                                                   | 1955년 | 7월 3일  | CL                   | 9                    | -                    | 4                    | PL                   | 한신 고시엔 구장                  | 니시자와 미치오       |
| 6                                                                   | 1956년 | 7월 3일  | CL                   | 0                    | -                    | 8                    | PL                   | 고라쿠엔 구장                     | 모리시타 마사오       |
| 6                                                                   | 1956년 | 7월 4일  | CL                   | 2                    | -                    | 0                    | PL                   | 고라쿠엔 구장                     | 요시다 요시오         |
| 7                                                                   | 1957년 | 7월 11일 | CL                   | 2                    | -                    | 5                    | PL                   | 주니치 스타디움                   | 오시타 히로시         |
| 7                                                                   | 1957년 | 7월 13일 | CL                   | 5                    | -                    | 4                    | PL                   | 주니치 스타디움                   | 미야모토 도시오       |
| 8                                                                   | 1958년 | 7월 27일 | CL                   | 5                    | -                    | 2                    | PL                   | 헤이와다이 구장                   | 미야모토 도시오       |
| 8                                                                   | 1958년 | 7월 29일 | CL                   | 3                    | -                    | 8                    | PL                   | 히로시마 시민 구장                | 나카니시 후토시       |
| 9                                                                   | 1959년 | 7월 28일 | CL                   | 0                    | -                    | 9                    | PL                   | 한큐 니시노미야 구장              | 야마우치 가즈히로     |
| 9                                                                   | 1959년 | 7월 29일 | CL                   | 6                    | -                    | 4                    | PL                   | 오사카 구장                       | 나카 도시오           |
| 10                                                                  | 1960년 | 7월 25일 | CL                   | 1                    | -                    | 3                    | PL                   | 가와사키 구장                     | 모리시타 노부야스     |
| 10                                                                  | 1960년 | 7월 26일 | CL                   | 5                    | -                    | 4                    | PL                   | 고라쿠엔 구장                     | 가네다 마사이치       |
| 10                                                                  | 1960년 | 7월 27일 | CL                   | 5                    | -                    | 6                    | PL                   | 고라쿠엔 구장                     | 하리모토 이사오       |
| 11                                                                  | 1961년 | 7월 18일 | CL                   | 0                    | -                    | 3                    | PL                   | 주니치 스타디움                   | 히로세 요시노리       |
| 11                                                                  | 1961년 | 7월 19일 | CL                   | 2                    | -                    | 4                    | PL                   | 한신 고시엔 구장                  | 다미야 겐지로         |
| 12                                                                  | 1962년 | 7월 24일 | CL                   | 0                    | -                    | 7                    | PL                   | 헤이와다이 구장                   | 잭 블룸               |
| 12                                                                  | 1962년 | 7월 26일 | CL                   | 4                    | -                    | 5                    | PL                   | 히로시마 시민 구장                | 하리모토 이사오       |
| 13                                                                  | 1963년 | 7월 22일 | CL                   | 6                    | -                    | 4                    | PL                   | 고라쿠엔 구장                     | 곤도 가즈히코         |
| 13                                                                  | 1963년 | 7월 23일 | CL                   | 11                   | -                    | 9                    | PL                   | 도쿄 스타디움                     | 오 사다하루           |
| 13                                                                  | 1963년 | 7월 24일 | CL                   | 8                    | -                    | 5                    | PL                   | 메이지 진구 야구장                | 고바 다케시           |
| 14                                                                  | 1964년 | 7월 20일 | CL                   | 1                    | -                    | 0                    | PL                   | 가와사키 구장                     | 가네다 마사이치       |
| 14                                                                  | 1964년 | 7월 21일 | CL                   | 5                    | -                    | 1                    | PL                   | 주니치 스타디움                   | 짐 마셜               |
| 14                                                                  | 1964년 | 7월 22일 | CL                   | 2                    | -                    | 10                   | PL                   | 오사카 구장                       | 조 스탠카             |
| 15                                                                  | 1965년 | 7월 19일 | CL                   | 2                    | -                    | 5                    | PL                   | 고라쿠엔 구장                     | 다릴 스펜서           |
| 15                                                                  | 1965년 | 7월 20일 | CL                   | 3                    | -                    | 6                    | PL                   | 한큐 니시노미야 구장              | 다카쿠라 데루유키     |
| 15                                                                  | 1965년 | 7월 21일 | CL                   | 1                    | -                    | 1                    | PL                   | 헤이와다이 구장                   | 에토 신이치           |
| 16                                                                  | 1966년 | 7월 19일 | CL                   | 2                    | -                    | 6                    | PL                   | 도쿄 스타디움                     | 히로세 요시노리       |
| 16                                                                  | 1966년 | 7월 20일 | CL                   | 3                    | -                    | 6                    | PL                   | 한신 고시엔 구장                  | 에노모토 기하치       |
| 16                                                                  | 1966년 | 7월 21일 | CL                   | 5                    | -                    | 1                    | PL                   | 히로시마 시민 구장                | 고바 다케시           |
| 17                                                                  | 1967년 | 7월 25일 | CL                   | 4                    | -                    | 9                    | PL                   | 메이지 진구 야구장                | 도이 마사히로         |
| 17                                                                  | 1967년 | 7월 26일 | CL                   | 3                    | -                    | 7                    | PL                   | 주니치 스타디움                   | 나가이케 도쿠지       |
| 17                                                                  | 1967년 | 7월 27일 | CL                   | 6                    | -                    | 9                    | PL                   | 오사카 구장                       | 오스기 가쓰오         |
| 18                                                                  | 1968년 | 7월 23일 | CL                   | 2                    | -                    | 1                    | PL                   | 가와사키 구장                     | 에토 신이치           |
| 18                                                                  | 1968년 | 7월 24일 | CL                   | 8                    | -                    | 3                    | PL                   | 고라쿠엔 구장                     | 시바타 이사오         |
| 18                                                                  | 1968년 | 7월 25일 | CL                   | 4                    | -                    | 5                    | PL                   | 한큐 니시노미야 구장              | 고이케 겐지           |
| 19                                                                  | 1969년 | 7월 19일 | CL                   | 6                    | -                    | 7                    | PL                   | 도쿄 스타디움                     | 도이 마사히로         |
| 19                                                                  | 1969년 | 7월 20일 | CL                   | 3                    | -                    | 6                    | PL                   | 한신 고시엔 구장                  | 후나다 가즈히데       |
| 19                                                                  | 1969년 | 7월 22일 | CL                   | 4                    | -                    | 4                    | PL                   | 헤이와다이 구장                   | (수상자 없음)         |
| 20                                                                  | 1970년 | 7월 18일 | CL                   | 9                    | -                    | 13                   | PL                   | 메이지 진구 야구장                | 나가이케 도쿠지       |
| 20                                                                  | 1970년 | 7월 19일 | CL                   | 4                    | -                    | 1                    | PL                   | 오사카 구장                       | 에나쓰 유타카         |
| 20                                                                  | 1970년 | 7월 21일 | CL                   | 8                    | -                    | 6                    | PL                   | 히로시마 시민 구장                | 도이 고로             |
| 21                                                                  | 1971년 | 7월 17일 | CL                   | 5                    | -                    | 0                    | PL                   | 한큐 니시노미야 구장              | 에나쓰 유타카         |
| 21                                                                  | 1971년 | 7월 19일 | CL                   | 0                    | -                    | 4                    | PL                   | 주니치 스타디움                   | 나가이케 도쿠지       |
| 21                                                                  | 1971년 | 7월 20일 | CL                   | 2                    | -                    | 3                    | PL                   | 고라쿠엔 구장                     | 가토 히데지           |
| 22                                                                  | 1972년 | 7월 22일 | CL                   | 2                    | -                    | 5                    | PL                   | 도쿄 스타디움                     | 노무라 가쓰야         |
| 22                                                                  | 1972년 | 7월 23일 | CL                   | 0                    | -                    | 4                    | PL                   | 가와사키 구장                     | 사카모토 도시조       |
| 22                                                                  | 1972년 | 7월 25일 | CL                   | 1                    | -                    | 0                    | PL                   | 한신 고시엔 구장                  | 이케다 요시히로       |
| 23                                                                  | 1973년 | 7월 21일 | CL                   | 9                    | -                    | 3                    | PL                   | 메이지 진구 야구장                | 와카마쓰 쓰토무       |
| 23                                                                  | 1973년 | 7월 22일 | CL                   | 0                    | -                    | 1                    | PL                   | 오사카 구장                       | 후쿠모토 유타카       |
| 23                                                                  | 1973년 | 7월 24일 | CL                   | 1                    | -                    | 2                    | PL                   | 헤이와다이 구장                   | 야마자키 히로유키     |
| 24                                                                  | 1974년 | 7월 21일 | CL                   | 2                    | -                    | 3                    | PL                   | 고라쿠엔 구장                     | 다카이 야스히로       |
| 24                                                                  | 1974년 | 7월 22일 | CL                   | 3                    | -                    | 6                    | PL                   | 한큐 니시노미야 구장              | 후쿠모토 유타카       |
| 24                                                                  | 1974년 | 7월 23일 | CL                   | 0                    | -                    | 1                    | PL                   | 히로시마 시민 구장                | 하리모토 이사오       |
| 25                                                                  | 1975년 | 7월 19일 | CL                   | 8                    | -                    | 0                    | PL                   | 한신 고시엔 구장                  | 야마모토 고지         |
| 25                                                                  | 1975년 | 7월 20일 | CL                   | 4                    | -                    | 3                    | PL                   | 주니치 스타디움                   | 마쓰바라 마코토       |
| 25                                                                  | 1975년 | 7월 22일 | CL                   | 0                    | -                    | 3                    | PL                   | 메이지 진구 야구장                | 도이 마사히로         |
| 26                                                                  | 1976년 | 7월 17일 | CL                   | 1                    | -                    | 3                    | PL                   | 가와사키 구장                     | 아리토 미치요         |
| 26                                                                  | 1976년 | 7월 18일 | CL                   | 1                    | -                    | 11                   | PL                   | 고라쿠엔 구장                     | 가도타 히로미쓰       |
| 26                                                                  | 1976년 | 7월 20일 | CL                   | 5                    | -                    | 1                    | PL                   | 오사카 구장                       | 요시다 다카시         |
| 27                                                                  | 1977년 | 7월 23일 | CL                   | 2                    | -                    | 1                    | PL                   | 헤이와다이 구장                   | 와카마쓰 쓰토무       |
| 27                                                                  | 1977년 | 7월 24일 | CL                   | 0                    | -                    | 4                    | PL                   | 한큐 니시노미야 구장              | 노무라 가쓰야         |
| 27                                                                  | 1977년 | 7월 26일 | CL                   | 4                    | -                    | 3                    | PL                   | 메이지 진구 야구장                | 오 사다하루           |
| 28                                                                  | 1978년 | 7월 22일 | CL                   | 7                    | -                    | 5                    | PL                   | 히로시마 시민 구장                | 아드리안 가렛         |
| 28                                                                  | 1978년 | 7월 23일 | CL                   | 0                    | -                    | 9                    | PL                   | 한신 고시엔 구장                  | 미노다 고지           |
| 28                                                                  | 1978년 | 7월 25일 | CL                   | 8                    | -                    | 5                    | PL                   | 고라쿠엔 구장                     | 가케후 마사유키       |
| 29                                                                  | 1979년 | 7월 21일 | CL                   | 11                   | -                    | 2                    | PL                   | 오사카 구장                       | 오 사다하루           |
| 29                                                                  | 1979년 | 7월 22일 | CL                   | 1                    | -                    | 3                    | PL                   | 나고야 구장                       | 바비 마르카노         |
| 29                                                                  | 1979년 | 7월 24일 | CL                   | 7                    | -                    | 5                    | PL                   | 메이지 진구 야구장                | 야마모토 고지         |
| 30                                                                  | 1980년 | 7월 19일 | CL                   | 7                    | -                    | 6                    | PL                   | 한큐 니시노미야 구장              | 오카다 아키노부       |
| 30                                                                  | 1980년 | 7월 20일 | CL                   | 1                    | -                    | 3                    | PL                   | 가와사키 구장                     | 히라노 미쓰야스       |
| 30                                                                  | 1980년 | 7월 22일 | CL                   | 2                    | -                    | 1                    | PL                   | 고라쿠엔 구장                     | 에나쓰 유타카         |
| 31                                                                  | 1981년 | 7월 25일 | CL                   | 3                    | -                    | 5                    | PL                   | 한신 고시엔 구장                  | 후지와라 미쓰루       |
| 31                                                                  | 1981년 | 7월 26일 | CL                   | 6                    | -                    | 3                    | PL                   | 요코하마 스타디움                 | 가케후 마사유키       |
| 31                                                                  | 1981년 | 7월 28일 | CL                   | 6                    | -                    | 0                    | PL                   | 메이지 진구 야구장                | 야마쿠라 가즈히로     |
| 32                                                                  | 1982년 | 7월 24일 | CL                   | 2                    | -                    | 7                    | PL                   | 고라쿠엔 구장                     | 후쿠모토 유타카       |
| 32                                                                  | 1982년 | 7월 25일 | CL                   | 5                    | -                    | 5                    | PL                   | 세이부 라이온스 구장              | 가시와바라 준이치     |
| 32                                                                  | 1982년 | 7월 27일 | CL                   | 3                    | -                    | 2                    | PL                   | 오사카 구장                       | 가케후 마사유키       |
| 33                                                                  | 1983년 | 7월 23일 | CL                   | 3                    | -                    | 5                    | PL                   | 메이지 진구 야구장                | 가도타 히로미쓰       |
| 33                                                                  | 1983년 | 7월 24일 | CL                   | 3                    | -                    | 4                    | PL                   | 한큐 니시노미야 구장              | 나시다 마사타카       |
| 33                                                                  | 1983년 | 7월 26일 | CL                   | 1                    | -                    | 4                    | PL                   | 히로시마 시민 구장                | 오치아이 히로미쓰     |
| 34                                                                  | 1984년 | 7월 21일 | CL                   | 5                    | -                    | 14                   | PL                   | 고라쿠엔 구장                     | 미노다 고지           |
| 34                                                                  | 1984년 | 7월 22일 | CL                   | 5                    | -                    | 6                    | PL                   | 한신 고시엔 구장                  | 부머 웰스             |
| 34                                                                  | 1984년 | 7월 24일 | CL                   | 4                    | -                    | 1                    | PL                   | 나고야 구장                       | 에가와 스구루         |
| 35                                                                  | 1985년 | 7월 20일 | CL                   | 2                    | -                    | 0                    | PL                   | 메이지 진구 야구장                | 다카기 유타카         |
| 35                                                                  | 1985년 | 7월 21일 | CL                   | 6                    | -                    | 5                    | PL                   | 가와사키 구장                     | 워렌 크로마티         |
| 35                                                                  | 1985년 | 7월 23일 | CL                   | 2                    | -                    | 10                   | PL                   | 후지이데라 구장                   | 마쓰나가 히로미       |
| 36                                                                  | 1986년 | 7월 19일 | CL                   | 4                    | -                    | 6                    | PL                   | 고라쿠엔 구장                     | 야마모토 가즈노리     |
| 36                                                                  | 1986년 | 7월 20일 | CL                   | 3                    | -                    | 4                    | PL                   | 오사카 구장                       | 기요하라 가즈히로     |
| 36                                                                  | 1986년 | 7월 22일 | CL                   | 5                    | -                    | 3                    | PL                   | 히로시마 시민 구장                | 요시무라 사다아키     |
| 37                                                                  | 1987년 | 7월 25일 | CL                   | 4                    | -                    | 7                    | PL                   | 세이부 라이온스 구장              | 다카자와 히데아키     |
| 37                                                                  | 1987년 | 7월 26일 | CL                   | 3                    | -                    | 8                    | PL                   | 요코하마 스타디움                 | 이시게 히로미치       |
| 37                                                                  | 1987년 | 7월 28일 | CL                   | 7                    | -                    | 9                    | PL                   | 한신 고시엔 구장                  | 기요하라 가즈히로     |
| 38                                                                  | 1988년 | 7월 24일 | CL                   | 1                    | -                    | 3                    | PL                   | 한큐 니시노미야 구장              | 부머 웰스             |
| 38                                                                  | 1988년 | 7월 25일 | CL                   | 4                    | -                    | 1                    | PL                   | 나고야 구장                       | 오카다 아키노부       |
| 38                                                                  | 1988년 | 7월 26일 | CL                   | 4                    | -                    | 3                    | PL                   | 도쿄 돔                           | 쇼다 고조             |
| 39                                                                  | 1989년 | 7월 25일 | CL                   | 0                    | -                    | 6                    | PL                   | 메이지 진구 야구장                | 무라타 조지           |
| 39                                                                  | 1989년 | 7월 26일 | CL                   | 4                    | -                    | 1                    | PL                   | 후지이데라 구장                   | 히코노 도시카쓰       |
| 40                                                                  | 1990년 | 7월 24일 | CL                   | 0                    | -                    | 7                    | PL                   | 요코하마 스타디움                 | 랄프 브라이언트       |
| 40                                                                  | 1990년 | 7월 25일 | CL                   | 7                    | -                    | 12                   | PL                   | 헤이와다이 구장                   | 기요하라 가즈히로     |
| 41                                                                  | 1991년 | 7월 23일 | CL                   | 1                    | -                    | 0                    | PL                   | 도쿄 돔                           | 후루타 아쓰야         |
| 41                                                                  | 1991년 | 7월 24일 | CL                   | 3                    | -                    | 3                    | PL                   | 히로시마 시민 구장                | 히로사와 가쓰미       |
| 42                                                                  | 1992년 | 7월 18일 | CL                   | 1                    | -                    | 6                    | PL                   | 한신 고시엔 구장                  | 이시이 히로오         |
| 42                                                                  | 1992년 | 7월 19일 | CL                   | 6                    | -                    | 4                    | PL                   | 지바 마린 스타디움                | 후루타 아쓰야         |
| 42                                                                  | 1992년 | 7월 21일 | CL                   | 4                    | -                    | 2                    | PL                   | 현영 미야기 구장                  | 고마다 노리히로       |
| 43                                                                  | 1993년 | 7월 20일 | CL                   | 8                    | -                    | 10                   | PL                   | 도쿄 돔                           | 기요하라 가즈히로     |
| 43                                                                  | 1993년 | 7월 21일 | CL                   | 10                   | -                    | 8                    | PL                   | 그린 스타디움 고베                | 토머스 오말리         |
| 44                                                                  | 1994년 | 7월 19일 | CL                   | 1                    | -                    | 8                    | PL                   | 세이부 라이온스 구장              | 아키야마 고지         |
| 44                                                                  | 1994년 | 7월 20일 | CL                   | 7                    | -                    | 3                    | PL                   | 나고야 구장                       | 글렌 브랙스           |
| 45                                                                  | 1995년 | 7월 25일 | CL                   | 4                    | -                    | 4                    | PL                   | 요코하마 스타디움                 | 오치아이 히로미쓰     |
| 45                                                                  | 1995년 | 7월 26일 | CL                   | 7                    | -                    | 6                    | PL                   | 히로시마 시민 구장                | 마쓰이 히데키         |
| 46                                                                  | 1996년 | 7월 20일 | CL                   | 4                    | -                    | 7                    | PL                   | 후쿠오카 돔                       | 야마모토 가즈노리     |
| 46                                                                  | 1996년 | 7월 21일 | CL                   | 3                    | -                    | 7                    | PL                   | 도쿄 돔                           | 기요하라 가즈히로     |
| 46                                                                  | 1996년 | 7월 23일 | CL                   | 4                    | -                    | 2                    | PL                   | 도야마 시민 구장                  | 가네모토 도모아키     |
| 47                                                                  | 1997년 | 7월 23일 | CL                   | 0                    | -                    | 5                    | PL                   | 오사카 돔                         | 마쓰이 가즈오         |
| 47                                                                  | 1997년 | 7월 24일 | CL                   | 6                    | -                    | 3                    | PL                   | 메이지 진구 야구장                | 기요하라 가즈히로     |
| 48                                                                  | 1998년 | 7월 22일 | CL                   | 4                    | -                    | 1                    | PL                   | 나고야 돔                         | 가와카미 겐신         |
| 48                                                                  | 1998년 | 7월 23일 | CL                   | 3                    | -                    | 3                    | PL                   | 지바 마린 스타디움                | 마쓰이 히데키         |
| 49                                                                  | 1999년 | 7월 24일 | CL                   | 8                    | -                    | 4                    | PL                   | 세이부 돔                         | 마쓰이 히데키         |
| 49                                                                  | 1999년 | 7월 25일 | CL                   | 9                    | -                    | 5                    | PL                   | 한신 고시엔 구장                  | 로버트 로즈           |
| 49                                                                  | 1999년 | 7월 27일 | CL                   | 2                    | -                    | 1                    | PL                   | 구라시키 머스캣 스타디움          | 신조 쓰요시           |
| 50                                                                  | 2000년 | 7월 22일 | CL                   | 5                    | -                    | 4                    | PL                   | 도쿄 돔                           | 로베르토 페타지니     |
| 50                                                                  | 2000년 | 7월 23일 | CL                   | 12                   | -                    | 4                    | PL                   | 그린 스타디움 고베                | 야마사키 다케시       |
| 50                                                                  | 2000년 | 7월 26일 | CL                   | 9                    | -                    | 3                    | PL                   | 나가사키 빅N 스타디움             | 기요하라 가즈히로     |
| 51                                                                  | 2001년 | 7월 21일 | CL                   | 1                    | -                    | 7                    | PL                   | 후쿠오카 돔                       | 마쓰이 가즈오         |
| 51                                                                  | 2001년 | 7월 22일 | CL                   | 12                   | -                    | 6                    | PL                   | 요코하마 스타디움                 | 로베르토 페타지니     |
| 51                                                                  | 2001년 | 7월 24일 | CL                   | 4                    | -                    | 8                    | PL                   | 삿포로 돔                         | 나카무라 노리히로     |
| 52                                                                  | 2002년 | 7월 12일 | CL                   | 4                    | -                    | 1                    | PL                   | 도쿄 돔                           | 조지 아리아스         |
| 52                                                                  | 2002년 | 7월 13일 | CL                   | 2                    | -                    | 4                    | PL                   | 마쓰야마 봇짱 스타디움            | 마토야마 데쓰야       |
| 53                                                                  | 2003년 | 7월 15일 | CL                   | 4                    | -                    | 4                    | PL                   | 오사카 돔                         | 다카하시 요시노부     |
| 53                                                                  | 2003년 | 7월 16일 | CL                   | 5                    | -                    | 3                    | PL                   | 지바 마린 스타디움                | 가네모토 도모아키     |
| 54                                                                  | 2004년 | 7월 10일 | CL                   | 3                    | -                    | 6                    | PL                   | 나고야 돔                         | 마쓰자카 다이스케     |
| 54                                                                  | 2004년 | 7월 11일 | CL                   | 1                    | -                    | 2                    | PL                   | 나가노 올림픽 스타디움            | SHINJO                |
| 55                                                                  | 2005년 | 7월 22일 | CL                   | 6                    | -                    | 5                    | PL                   | 인보이스 세이부 돔                | 긴조 다쓰히코         |
| 55                                                                  | 2005년 | 7월 23일 | CL                   | 5                    | -                    | 3                    | PL                   | 한신 고시엔 구장                  | 마에다 도모노리       |
| 56                                                                  | 2006년 | 7월 21일 | CL                   | 3                    | -                    | 1                    | PL                   | 메이지 진구 야구장                | 아오키 노리치카       |
| 56                                                                  | 2006년 | 7월 23일 | CL                   | 7                    | -                    | 4                    | PL                   | 선 마린 스타디움 미야자키         | 후지모토 아쓰시       |
| 57                                                                  | 2007년 | 7월 20일 | CL                   | 4                    | -                    | 0                    | PL                   | 도쿄 돔                           | 알렉스 라미레스       |
| 57                                                                  | 2007년 | 7월 21일 | CL                   | 11                   | -                    | 5                    | PL                   | 풀캐스트 스타디움 미야기          | 아베 신노스케         |
| 58                                                                  | 2008년 | 7월 31일 | CL                   | 4                    | -                    | 5                    | PL                   | 교세라 돔 오사카                  | 야마사키 다케시       |
| 58                                                                  | 2008년 | 8월 1일  | CL                   | 11                   | -                    | 6                    | PL                   | 요코하마 스타디움                 | 아라키 마사히로       |
| 59                                                                  | 2009년 | 7월 24일 | CL                   | 10                   | -                    | 8                    | PL                   | 삿포로 돔                         | 아오키 노리치카       |
| 59                                                                  | 2009년 | 7월 25일 | CL                   | 4                    | -                    | 7                    | PL                   | MAZDA Zoom-Zoom 스타디움 히로시마 | 마쓰나카 노부히코     |
| 60                                                                  | 2010년 | 7월 23일 | CL                   | 4                    | -                    | 1                    | PL                   | 후쿠오카 Yahoo! JAPAN 돔          | 아베 신노스케         |
| 60                                                                  | 2010년 | 7월 24일 | CL                   | 5                    | -                    | 5                    | PL                   | HARD OFF ECO 스타디움 니가타      | 가타오카 야스유키     |
| 61                                                                  | 2011년 | 7월 22일 | CL                   | 9                    | -                    | 4                    | PL                   | 나고야 돔                         | 하타케야마 가즈히로   |
| 61                                                                  | 2011년 | 7월 23일 | CL                   | 3                    | -                    | 4                    | PL                   | QVC 마린필드                      | 나카무라 다케야       |
| 61                                                                  | 2011년 | 7월 24일 | CL                   | 0                    | -                    | 5                    | PL                   | 일본제지 클리넥스 스타디움 미야기 | 이나바 아쓰노리       |
| 62                                                                  | 2012년 | 7월 20일 | CL                   | 4                    | -                    | 1                    | PL                   | 교세라 돔 오사카                  | 나카무라 노리히로     |
| 62                                                                  | 2012년 | 7월 21일 | CL                   | 4                    | -                    | 0                    | PL                   | 마쓰야마 봇짱 스타디움            | 마에다 겐타           |
| 62                                                                  | 2012년 | 7월 23일 | CL                   | 2                    | -                    | 6                    | PL                   | 이와테 현영 야구장                | 요 다이칸             |
| 63                                                                  | 2013년 | 7월 19일 | CL                   | 1                    | -                    | 1                    | PL                   | 삿포로 돔                         | 사와무라 히로카즈     |
| 63                                                                  | 2013년 | 7월 20일 | CL                   | 3                    | -                    | 1                    | PL                   | 메이지 진구 야구장                | 아라이 다카히로       |
| 63                                                                  | 2013년 | 7월 22일 | CL                   | 1                    | -                    | 3                    | PL                   | 이와키 그린 스타디움              | 우치카와 세이이치     |
| 64                                                                  | 2014년 | 7월 18일 | CL                   | 7                    | -                    | 0                    | PL                   | 세이부 돔                         | 브래드 엘드레드       |
| 64                                                                  | 2014년 | 7월 19일 | CL                   | 6                    | -                    | 12                   | PL                   | 한신 고시엔 구장                  | 야나기타 유키         |
| 65                                                                  | 2015년 | 7월 17일 | CL                   | 8                    | -                    | 6                    | PL                   | 도쿄 돔                           | 후지나미 신타로       |
| 65                                                                  | 2015년 | 7월 18일 | CL                   | 8                    | -                    | 3                    | PL                   | MAZDA Zoom-Zoom 스타디움 히로시마 | 아이자와 쓰바사       |
| 66                                                                  | 2016년 | 7월 15일 | CL                   | 5                    | -                    | 4                    | PL                   | 후쿠오카 야후오쿠! 돔             | 쓰쓰고 요시토모       |
| 66                                                                  | 2016년 | 7월 16일 | CL                   | 5                    | -                    | 5                    | PL                   | 요코하마 스타디움                 | 오타니 쇼헤이         |
| 67                                                                  | 2017년 | 7월 14일 | CL                   | 2                    | -                    | 6                    | PL                   | 나고야 돔                         | 우치카와 세이이치     |
| 67                                                                  | 2017년 | 7월 15일 | CL                   | 1                    | -                    | 3                    | PL                   | ZOZO 마린 스타디움                | 알프레도 데스파이그네 |
| 68                                                                  | 2018년 | 7월 13일 | CL                   | 6                    | -                    | 7                    | PL                   | 교세라 돔 오사카                  | 모리 도모야           |
| 68                                                                  | 2018년 | 7월 14일 | CL                   | 1                    | -                    | 5                    | PL                   | 리브워크 후지사키다이 구장        | 겐다 소스케           |
| 69                                                                  | 2019년 | 7월 12일 | CL                   | 3                    | -                    | 6                    | PL                   | 도쿄 돔                           | 모리 도모야           |
| 69                                                                  | 2019년 | 7월 13일 | CL                   | 11                   | -                    | 3                    | PL                   | 한신 고시엔 구장                  | 지카모토 고지         |
| *                                                                   | 2020년 | 7월 19일 | 코로나19로 인한 취소 | 코로나19로 인한 취소 | 코로나19로 인한 취소 | 코로나19로 인한 취소 | 코로나19로 인한 취소 | 코로나19로 인한 취소              | 코로나19로 인한 취소  |
| *                                                                   | 2020년 | 7월 20일 | 코로나19로 인한 취소 | 코로나19로 인한 취소 | 코로나19로 인한 취소 | 코로나19로 인한 취소 | 코로나19로 인한 취소 | 코로나19로 인한 취소              | 코로나19로 인한 취소  |
| 70                                                                  | 2021년 | 7월 16일 | CL                   | 5                    | -                    | 4                    | PL                   | 메트라이프 돔                     | 기쿠치 료스케         |
| 70                                                                  | 2021년 | 7월 17일 | CL                   | 3                    | -                    | 4                    | PL                   | 라쿠텐 세이메이 파크 미야기       | 시마우치 히로아키     |
| 71                                                                  | 2022년 | 7월 26일 | CL                   | 2                    | -                    | 3                    | PL                   | 후쿠오카 PayPay 돔                | 기요미야 고타로       |
| 71                                                                  | 2022년 | 7월 27일 | CL                   | 1                    | -                    | 2                    | PL                   | 마쓰야마 봇짱 스타디움            | 야나기타 유키         |
| 72                                                                  | 2023년 | 7월 19일 | CL                   | 1                    | -                    | 8                    | PL                   | 반테린 돔 나고야                  | 야나기타 유키         |
| 72                                                                  | 2023년 | 7월 20일 | CL                   | 1                    | -                    | 6                    | PL                   | MAZDA Zoom-Zoom 스타디움 히로시마 | 만나미 추세이         |
| 73                                                                  | 2024년 | 7월 23일 | CL                   | 11                   | -                    | 6                    | PL                   | 에스콘 필드 HOKKAIDO              | 마키 슈고             |
| 73                                                                  | 2024년 | 7월 24일 | CL                   | 10                   | -                    | 16                   | PL                   | 메이지 진구 야구장                | 사토 도시야           |
| 74                                                                  | 2025년 | 7월 23일 | CL                   | 1                    | -                    | 5                    | PL                   | 교세라 돔 오사카                  | 돈구 유마             |
| 74                                                                  | 2025년 | 7월 24일 | CL                   | 7                    | -                    | 10                   | PL                   | 요코하마 스타디움                 | 기요미야 고타로       |
| 통산 성적(2025년까지): 퍼시픽 리그 93승, 센트럴 리그 81승, 11무승부 |        |          |                      |                      |                      |                      |                      |                                   |                       |

## 팀별 기록

### 연승 기록
- 센트럴 리그 : 8연승(1997년 2차전 ~ 2000년 3차전)
  - 무승부를 포함하지 않을 경우 6연승(1999년 1차전 ~ 2000년 3차전, 2005년 1차전 ~ 2007년 2차전)
- 퍼시픽 리그 : 5연승(1960년 3차전 ~ 1962년 2차전, 1973년 2차전 ~ 1974년 3차전, 1983년 1차전 ~ 1984년 2차전, 2017년 1차전 ~ 2019년 1차전, 2021년 2차전 ~ 2023년 2차전)

## 올스타전 주요 기록
※ 선수 이름에서 굵은 글씨는 현역 선수, 소속 구단명은 기록 달성 때의 것

### 출전에 관한 기록(개인)
| 기록                                      | 숫자        | 선수            | 소속 구단                                  | 달성 연도                                                                                       |
| ----------------------------------------- | ----------- | --------------- | ------------------------------------------ | ----------------------------------------------------------------------------------------------- |
| 선수로서의 통산 출장 횟수                 | 21          | 노무라 가쓰야   | 난카이 호크스 세이부 라이온스              |                                                                                                 |
| 선수로서의 연속 출장 횟수                 | 18          | 아키야마 고지   | 세이부 라이온스 후쿠오카 다이에 호크스     | 1985년 ~ 2002년 1985년과 1986년에는 3루수, 이후에는 외야수로 출전. 팬 투표 선출에서도 일본 기록 |
| 입단 이후부터의 연속 출장 횟수            | 17          | 후루타 아쓰야   | 도쿄 야쿠르트 스왈로스                     | 1990년 ~ 2006년                                                                                 |
| 팬 투표 최다 득표수                       | 1,588,712표 | 이마오카 마코토 | 한신 타이거스                              | 2003년                                                                                          |
| 프로 입단으로부터 첫 출장까지의 최장 기간 | 19년        | 가와토 고조     | 한신 타이거스                              | 1986년                                                                                          |
| 프로 입단으로부터 첫 출장까지의 최장 기간 | 19년        | 스즈키 다카히로 | 요미우리 자이언츠                          | 2015년                                                                                          |
| 선수의 최장 미선출 기간                   | 16년        | 기다 마사오     | 요미우리 자이언츠 - 도쿄 야쿠르트 스왈로스 | 1990년 7월 24일 1차전(요코하마 스타디움) ~ 2006년 7월 21일 1차전(메이지 진구 야구장)            |
| 투수와 야수 양쪽 모두에서의 팬 투표 선출  | 2명         | 세키네 준조     | 긴테쓰 버펄로스                            | 투수로서의 선출: 1953년 야수로서의 선출: 1963년                                                 |
| 투수와 야수 양쪽 모두에서의 팬 투표 선출  | 2명         | 오타니 쇼헤이   | 홋카이도 닛폰햄 파이터스                   | 야수로서의 선출: 2013년 투수로서의 선출: 2015년, 2017년                                         |

### 출전에 관한 기록(팀)
| 기록                        | 명   | 소속 구단        | 달성 연도 | 선수 | 비고                                   |
| --------------------------- | ---- | ---------------- | --------- | --- | -------------------------------------- |
| 동일 구단 최다 팬 투표 선출 | 10명 | 한신 타이거스    | 2023년    | 무라카미 쇼키 이와자키 스구루 유아사 아쓰키 우메노 류타로 오야마 유스케 나카노 다쿠무 사토 데루아키 기나미 세이야 지카모토 고지 쉘던 노이스          | 유아사와 지카모토는 부상으로 출전 포기 |
| 동일 구단 최다 출장         | 10명 | 지바 롯데 마린스 | 2005년    | 야부타 야스히코 시미즈 나오유키 고바야시 히로유키 와타나베 슌스케 고바야시 마사히데 사토자키 도모야 맷 프랑코 니시오카 쓰요시 이승엽 후쿠우라 가즈야 |                                        |

### 연령에 관한 기록
| 기록                | 연령        | 선수              | 소속 구단                | 달성일          | 달성 경기·구장                 |
| ------------------- | ----------- | ----------------- | ------------------------ | --------------- | ------------------------------ |
| 최연소 팬 투표 선출 | 17세        | 오자키 유키오     | 도에이 플라이어스        | 1962년          |                                |
| 최고령 팬 투표 선출 | 43세        | 가도타 히로미쓰   | 후쿠오카 다이에 호크스   | 1991년          |                                |
| 최고령 출장 선수    | 45세        | 노무라 가쓰야     | 세이부 라이온스          | 1980년 7월 22일 | 3차전·고라쿠엔 구장            |
| 최연소 홈런         | 18세 11개월 | 기요하라 가즈히로 | 세이부 라이온스          | 1986년 7월 20일 | 2차전·오사카 구장              |
| 최고령 홈런         | 43세 5개월  | 가도타 히로미쓰   | 후쿠오카 다이에 호크스   | 1991년 7월 24일 | 2차전·히로시마 시민 구장       |
| 최연소 MVP          | 18세 11개월 | 기요하라 가즈히로 | 세이부 라이온스          | 1986년 7월 20일 | 2차전·오사카 구장              |
| 최연소 등판 투수    | 17세 10개월 | 오자키 유키오     | 도에이 플라이어스        | 1962년 7월 24일 | 1차전·헤이와다이 구장          |
| 최고령 등판 투수    | 43세 3개월  | 우에하라 고지     | 요미우리 자이언츠        | 2018년 7월 14일 | 2차전·후지사키다이 현영 야구장 |
| 최연소 승리 투수    | 17세 10개월 | 오자키 유키오     | 도에이 플라이어스        | 1962년 7월 26일 | 2차전·히로시마 시민 구장       |
| 최고령 승리 투수    | 39세 8개월  | 무라타 조지       | 롯데 오리온스            | 1989년 7월 25일 | 1차전·메이지 진구 야구장       |
| 최연소 패전 투수    | 18세 8개월  | 다나카 마사히로   | 도호쿠 라쿠텐 골든이글스 | 2007년 7월 21일 | 2차전·풀캐스트 스타디움 미야기 |

### 최다 통산 기록
| 기록                | 숫자     | 선수              | 달성까지의 소속 구단       |
| ------------------- | -------- | ----------------- | -------------------------- |
| 통산 경기 출장      | 58       | 오 사다하루       | 요미우리                   |
| 통산 MVP            | 7        | 기요하라 가즈히로 | 세이부 - 요미우리          |
| 통산 안타           | 48       | 노무라 가쓰야     | 난카이, 세이부             |
| 통산 2루타          | 15       | 노무라 가쓰야     | 난카이, 세이부             |
| 통산 3루타          | 4        | 시바타 이사오     | 요미우리                   |
| 통산 타점           | 34       | 기요하라 가즈히로 | 세이부 - 요미우리          |
| 통산 득점           | 26       | 후쿠모토 유타카   | 한큐                       |
| 통산 득점           | 26       | 기요하라 가즈히로 | 세이부 - 요미우리          |
| 통산 홈런           | 14       | 야마모토 고지     | 히로시마                   |
| 통산 선두 타자 홈런 | 2        | 아키야마 쇼고     | 세이부                     |
| 통산 루타           | 96       | 기요하라 가즈히로 | 세이부 - 요미우리          |
| 통산 도루           | 17       | 후쿠모토 유타카   | 한큐                       |
| 통산 4사구          | 33       | 오 사다하루       | 요미우리                   |
| 통산 삼진           | 40       | 기요하라 가즈히로 | 세이부 - 요미우리 - 오릭스 |
| 통산 등판           | 28       | 가네다 마사이치   | 고쿠테쓰 - 요미우리        |
| 통산 등판 이닝      | 64와 2/3 | 가네다 마사이치   | 고쿠테쓰 - 요미우리        |
| 통산 탈삼진         | 84       | 가네다 마사이치   | 고쿠테쓰 - 요미우리        |
| 통산 승리 투수      | 7        | 야마다 히사시     | 한큐                       |
| 통산 세이브         | 6        | 에나쓰 유타카     | 히로시마 - 닛폰햄          |
| 통산 패전 투수      | 4        | 가네다 마사이치   | 고쿠테쓰                   |

### 최다 연속 기록
| 기록                      | 숫자 | 선수              | 소속 구단                | 달성일·달성 경기·구장 |
| ------------------------- | ---- | ----------------- | ------------------------ | --- |
| 연속 풀 출장 경기         | 17   | 이치로            | 오릭스 블루웨이브        | 1994년 7월 19일·1차전·세이부 라이온스 구장 ~ 2000년 7월 26일·3차전·나가사키 현영 야구장                                             |
| 연속 타수 안타(동일 연도) | 6    | 로베르토 페타지니 | 야쿠르트 스왈로스        | 2001년 7월 22일·2차전·요코하마 스타디움(첫 번째 타석) ~ 7월 24일·3차전·삿포로 돔(첫 번째 타석)                                      |
| 연속 타수 안타            | 7    | 지카모토 고지     | 한신 타이거스            | 2019년 7월 13일·2차전·한신 고시엔 구장(첫 번째 타석) ~ 2021년 7월 16일·1차전·메트라이프 돔(두 번째 타석)                            |
| 연속 경기 안타            | 11   | 이치로            | 오릭스 블루웨이브        | 1996년 7월 23일·3차전·도야마 알펜 스타디움 ~ 2000년 7월 26일·3차전·나가사키 현영 야구장                                             |
| 연속 타석 홈런            | 3    | 가케후 마사유키   | 한신 타이거스            | 1978년 7월 25일·3차전·고라쿠엔 구장                                                                                                 |
| 연속 경기 홈런            | 4    | 마쓰이 히데키     | 요미우리 자이언츠        | 1997년 7월 24일·2차전·메이지 진구 야구장 ~ 1999년 7월 24일·1차전·세이부 돔                                                          |
| 연속 시즌 선두 타자 홈런  | 2    | 아키야마 쇼고     | 사이타마 세이부 라이온스 | 2017년 7월 14일·1차전·나고야 돔 ~ 2018년 7월 14일·1차전·교세라 돔 오사카                                                            |
| 연속 삼진                 | 4    | 에토 아키라       | 히로시마 도요 카프       | 1993년 7월 21일·2차전·그린 스타디움 고베(3개) ~ 1995년 7월 25일·1차전·요코하마 스타디움(1개)                                        |
| 연속 탈삼진               | 15   | 에나쓰 유타카     | 한신 타이거스            | 1970년 7월 19일·2차전·오사카 구장(5개) ~ 1971년 7월 17일·1차전·한큐 니시노미야 구장(9개) ~ 1971년 7월 20일·3차전·고라쿠엔 구장(1개) |

### 한 경기당 팀 기록
| 기록                      | 숫자  | 팀                                     | 달성일                 | 달성 경기·구장 | 비고 |
| ------------------------- | ----- | -------------------------------------- | ---------------------- | --- | --- |
| 한 이닝 최다 연속 안타    | 8     | 센트럴 리그                            | 2011년 7월 22일        | 1차전·나고야 돔 | |
| 한 이닝 최다 득점         | 9     | 센트럴 리그                            | 2024년 7월 23일        | 1차전·에스콘 필드 HOKKAIDO | |
| 팀 최다 안타              | 28    | 퍼시픽 리그                            | 2024년 7월 24일        | 2차전·메이지 진구 야구장 | 51타수 28안타 |
| 팀 최고 타율              | 0.549 | 퍼시픽 리그                            | 2024년 7월 24일        | 2차전·메이지 진구 야구장 | 51타수 28안타 |
| 팀 최다 타점              | 15    | 퍼시픽 리그                            | 2024년 7월 24일        | 2차전·메이지 진구 야구장 | 51타수 28안타 |
| 팀 최다 득점              | 16    | 퍼시픽 리그                            | 2024년 7월 24일        | 2차전·메이지 진구 야구장 | 51타수 28안타 |
| 양 팀 합계 최다 안타      | 44    |                                        | 2024년 7월 24일        | 2차전·메이지 진구 야구장 | 퍼시픽 리그 28개, 센트럴 리그 16개 |
| 양 팀 합계 최다 득점      | 26    | 퍼시픽 리그 16득점, 센트럴 리그 10득점 | 2024년 7월 24일        | 2차전·메이지 진구 야구장 | |
| 연속 득점                 | 8     | 센트럴 리그                            | 2011년 7월 22일        | 1차전·나고야 돔 | |
| 한 이닝 최다 홈런         | 4     | 센트럴 리그                            | 2011년 7월 22일        | 1차전·나고야 돔 | 아라키 마사히로(주니치): 1개 하타케야마 가즈히로(야쿠르트): 1개 블라디미르 발렌틴(야쿠르트): 1개 조노 히사요시(요미우리): 1개 |
| 팀 최다 홈런              | 5     | 퍼시픽 리그                            | 1987년 7월 28일        | 3차전·한신 고시엔 구장 | 기요하라 가즈히로(세이부): 1개 무라카미 다카유키(긴테쓰): 2개 리처드 데이비스(긴테쓰): 1개 이시미네 가즈히코(한큐): 1개 |
| 팀 최다 홈런              | 5     | 퍼시픽 리그                            | 1990년 7월 25일        | 2차전·헤이와다이 구장 | 기요하라 가즈히로(세이부): 2개 이시미네 가즈히코(오릭스): 1개 오이시 다이지로(긴테쓰): 1개 스즈키 다카히사(긴테쓰): 1개 |
| 팀 최다 홈런              | 5     | 센트럴 리그                            | 2019년 7월 13일        | 2차전·한신 고시엔 구장 | 지카모토 고지(한신): 1개 하라구치 후미히토(한신): 1개 우메노 류타로(한신): 1개 쓰쓰고 요시토모(DeNA): 1개 스즈키 세이야(히로시마): 1개 |
| 최다 홈런                 | 8     |                                        | 1979년 7월 24일        | 3차전·메이지 진구 야구장 | 오 사다하루(요미우리): 2개 야마모토 고지(히로시마): 2개 백인천(롯데): 1개 레론 리(롯데): 1개 아리토 미치요(롯데): 1개 가시와바라 준이치(닛폰햄): 1개 |
| 최다 홈런                 | 8     | 1987년 7월 28일                        | 3차전·한신 고시엔 구장 | 기요하라 가즈히로(세이부): 1개 무라카미 다카유키(긴테쓰): 2개 리처드 데이비스(긴테쓰): 1개 이시미네 가즈히코(한큐): 1개 고바야카와 다케히코(히로시마): 1개 랜디 바스(한신): 1개 기누가사 사치오(히로시마): 1개 | |
| 팀 최다 삼진              | 16    | 퍼시픽 리그                            | 1971년 7월 17일        | 1차전·한큐 니시노미야 구장 | |
| 팀 최소 삼진              | 0     | 센트럴 리그                            | 2008년 8월 1일         | 2차전·요코하마 스타디움 | |
| 양 팀 합계 최소 삼진      | 3     |                                        | 2008년 8월 1일         | 2차전·요코하마 스타디움 | 센트럴 리그 0개, 퍼시픽 리그 3개 |
| 계투에 의한 무안타 무득점 |       | 센트럴 리그                            | 1971년 7월 17일        | 1차전·한큐 니시노미야 구장 | 에나쓰 유타카(한신) 와타나베 히데타케(요미우리) 다카하시 가즈미(요미우리) 미즈타니 히사노부(주니치) 고타니 다다카쓰(다이요) |
| 최다 계투 인원수          | 11    | 퍼시픽 리그                            | 2022년 7월 27일        | 2차전·마쓰야마 봇짱 스타디움 | 사사키 로키(지바 롯데) 혼다 게이스케(세이부) 야마모토 요시노부(오릭스) 히가시하마 나오(소프트뱅크) 오노 후미야(지바 롯데) 미즈카미 요시노부(세이부) 기시 다카유키(라쿠텐) 이토 히로미(닛폰햄) 리반 모이넬로(소프트뱅크) 마쓰이 유키(라쿠텐) 마스다 나오야(지바 롯데) |

### 한 경기당 개인 기록
| 기록                  | 숫자 | 선수              | 소속 구단                  | 달성일          | 달성 경기·구장             | 비고 |
| --------------------- | ---- | ----------------- | -------------------------- | --------------- | -------------------------- | ---- |
| 최다 안타             | 5    | 로베르토 페타지니 | 야쿠르트 스왈로스          | 2001년 7월 22일 | 2차전·요코하마 스타디움    | ※1   |
| 최다 안타             | 5    | 지카모토 고지     | 한신 타이거스              | 2019년 7월 13일 | 2차전·한신 고시엔 구장     |      |
| 최다 안타             | 5    | 곤도 겐스케       | 후쿠오카 소프트뱅크 호크스 | 2024년 7월 24일 | 2차전·메이지 진구 야구장   | ※2   |
| 최다 안타             | 5    | 사토 도시야       | 지바 롯데 마린스           | 2024년 7월 24일 | 2차전·메이지 진구 야구장   |      |
| 최다 타점             | 6    | 도이 마사히로     | 긴테쓰 버펄로스            | 1967년 7월 25일 | 1차전·메이지 진구 야구장   |      |
| 최다 타점             | 6    | 아드리안 가렛     | 히로시마 도요 카프         | 1978년 7월 22일 | 1차전·히로시마 시민 구장   |      |
| 최다 타점             | 6    | 로버트 로즈       | 요코하마 베이스타스        | 1999년 7월 25일 | 2차전·한신 고시엔 구장     |      |
| 최다 홈런             | 3    | 아드리안 가렛     | 히로시마 도요 카프         | 1978년 7월 22일 | 1차전·히로시마 시민 구장   |      |
| 최다 홈런             | 3    | 가케후 마사유키   | 한신 타이거스              | 1978년 7월 25일 | 3차전·고라쿠엔 구장        |      |
| 최다 2루타            | 3    | 후지와라 미쓰루   | 난카이 호크스              | 1976년 7월 18일 | 2차전·고라쿠엔 구장        |      |
| 최다 2루타            | 3    | 사토 도시야       | 지바 롯데 마린스           | 2024년 7월 24일 | 2차전·메이지 진구 야구장   |      |
| 최다 장타             | 4    | 지카모토 고지     | 한신 타이거스              | 2019년 7월 13일 | 2차전·한신 고시엔 구장     |      |
| 최다 장타             | 4    | 사토 도시야       | 지바 롯데 마린스           | 2024년 7월 24일 | 2차전·메이지 진구 야구장   |      |
| 최다 도루             | 4    | 마쓰이 가즈오     | 세이부 라이온스            | 1997년 7월 23일 | 1차전·오사카 돔            |      |
| 최다 도루 보살        | 3    | 후루타 아쓰야     | 야쿠르트 스왈로스          | 1991년 7월 23일 | 1차전·도쿄 돔              |      |
| 최장 등판 이닝        | 5    | 사이토 아키오     | 요코하마 다이요 웨일스     | 1982년 7월 25일 | 2차전·세이부 라이온스 구장 | ※3   |
| 최다 탈삼진           | 9    | 에나쓰 유타카     | 한신 타이거스              | 1971년 7월 17일 | 1차전·한큐 니시노미야 구장 |      |
| 연속 탈삼진           | 9    | 에나쓰 유타카     | 한신 타이거스              | 1971년 7월 17일 | 1차전·한큐 니시노미야 구장 | ※4   |
| 최다 삼진             | 3    | 도이 마사히로     | 긴테쓰 버펄로스            | 1971년 7월 17일 | 1차전·한큐 니시노미야 구장 |      |
| 최다 삼진             | 3    | 에토 아키라       | 히로시마 도요 카프         | 1993년 7월 21일 | 2차전·그린 스타디움 고베   |      |
| 최다 삼진             | 3    | 미즈타니 슌       | 홋카이도 닛폰햄 파이터스   | 2024년 7월 23일 | 1차전·에스콘 필드 HOKKAIDO |      |
| 최다 실점 최다 자책점 | 9    | 다케다 마사루     | 홋카이도 닛폰햄 파이터스   | 2011년 7월 22일 | 1차전·나고야 돔            |      |
| 최다 실점 최다 자책점 | 9    | 야마사키 사치야   | 홋카이도 닛폰햄 파이터스   | 2024년 7월 23일 | 1차전·에스콘 필드 HOKKAIDO | ※5   |
| 최다 피안타           | 11   | 나루세 요시히사   | 지바 롯데 마린스           | 2008년 8월 1일  | 2차전·요코하마 스타디움    |      |
| 최다 피홈런           | 4    | 다케다 마사루     | 홋카이도 닛폰햄 파이터스   | 2011년 7월 22일 | 1차전·나고야 돔            |      |

※1 : 첫 번째 타석부터 2안타, 볼넷을 끼워서 네 번째부터 여섯 번째 타석까지의 합계는 5안타이다.
※2 : 퍼시픽 리그 선수로는 첫 기록. 첫 번째 타석부터 4안타, 2개의 병살타를 사이에 두고 8회에 우전 안타로 기록. 이어진 9회에 사토도 5안타를 기록.
※3 : 통상적으로 한 명의 투수가 3이닝까지의 등판하는 것으로 돼있지만 연장전에 들어갔을 경우에는 그 규정의 대상 외로 돼있기 때문이다.
※4 : 에나쓰는 1970년 올스타전 등판을 5연속 탈삼진으로 끝내고 있어서 해당 경기를 거쳐 3차전의 6회에 등판했다. 1개의 삼진(에토 신이치)을 뺏은 후 노무라 가쓰야에게 2루수 땅볼로 저지될 때까지 3경기 합계 15연속 탈삼진을 달성하게 된다.
※5 : 한 이닝에서의 최다 실점, 최다 자책점 기록을 경신.

### 그 외

#### 경기에 관한 기록
| 기록                   | 숫자                  | 달성일          | 달성 경기·구장                              | 비고              |
| ---------------------- | --------------------- | --------------- | ------------------------------------------- | ----------------- |
| 최단 경기              | 1시간 46분            | 1953년 7월 6일  | 2차전·한신 고시엔 구장                      | CL 2-0 PL         |
| 최장 경기(9이닝 기준)  | 3시간 26분            | 2024년 7월 24일 | 2차전·메이지 진구 야구장                    | CL 10-16 PL       |
| 최장 경기(연장전 기준) | 4시간 30분(연장 21회) | 1952년 7월 3일  | 1차전·한큐 니시노미야 구장                  | CL 2-2 PL         |
| 최다 관중              | 48,671명              | 1951년 7월 4일  | 1차전·한신 고시엔 구장                      | PL 1-2 CL         |
| 최소 관중              | 8,992명               | 2021년 7월 16일 | 1차전·메트라이프 돔                         | CL 5-4 PL         |
| 한 시즌 최다 관중 경기 | 90,008명              | 2019년 7월 12일 | 1차전·도쿄 돔(44,791명)                     | CL 3-6 PL(1차전)  |
| 한 시즌 최다 관중 경기 | 90,008명              | 2019년 7월 13일 | 2차전·한신 고시엔 구장(45,217명)            | CL 11-3 PL(2차전) |
| 한 시즌 최소 관중 경기 | 23,844명              | 2021년 7월 16일 | 1차전·메트라이프 돔(8,992명)                | CL 5-4 PL(1차전)  |
| 한 시즌 최소 관중 경기 | 23,844명              | 2021년 7월 17일 | 2차전·라쿠텐 세이메이 파크 미야기(14,852명) | PL 4-3 CL(2차전)  |
| 콜드게임               |                       | 2007년 7월 21일 | 2차전·풀캐스트 스타디움 미야기              | ※1                |

#### 개인
| 기록                           | 선수              | 소속 구단                | 달성일          | 달성 경기·구장                          | 비고 |
| ------------------------------ | ----------------- | ------------------------ | --------------- | --------------------------------------- | ---- |
| 10대 선수의 홈런               | 기요하라 가즈히로 | 세이부 라이온스          | 1986년 7월 20일 | 2차전·오사카 구장                       |      |
| 10대 선수의 홈런               | 기요하라 가즈히로 | 세이부 라이온스          | 1987년 7월 28일 | 3차전·한신 고시엔 구장                  |      |
| 10대 선수의 홈런               | 모리 도모야       | 사이타마 세이부 라이온스 | 2015년 7월 18일 | 2차전·MAZDA Zoom-Zoom 스타디움 히로시마 |      |
| 만루 홈런                      | 에노모토 기하치   | 다이마이 오리온스        | 1963년 7월 23일 | 2차전·도쿄 스타디움                     | ※2   |
| 만루 홈런                      | 오스기 가쓰오     | 도에이 플라이어스        | 1967년 7월 27일 | 3차전·오사카 구장                       | ※3   |
| 만루 홈런                      | 사카쿠라 쇼고     | 히로시마 도요 카프       | 2024년 7월 24일 | 2차전·메이지 진구 야구장                | ※4   |
| 런닝 홈런                      | 한다 하루오       | 난카이 호크스            | 1960년 7월 26일 | 2차전·고라쿠엔 구장                     |      |
| 런닝 홈런                      | 도이 고로         | 한신 타이거스            | 1970년 7월 21일 | 3차전·히로시마 시민 구장                |      |
| 런닝 홈런                      | 후지와라 미쓰루   | 난카이 호크스            | 1978년 7월 25일 | 3차전·고라쿠엔 구장                     |      |
| 런닝 홈런                      | 오토모 스스무     | 세이부 라이온스          | 1999년 7월 24일 | 1차전·세이부 돔                         |      |
| 대타 역전 끝내기 홈런          | 다카이 야스히로   | 한큐 브레이브스          | 1974년 7월 21일 | 1차전·고라쿠엔 구장                     | ※5   |
| 투수에 의한 홈런               | 다쓰미 하지무     | 고쿠테쓰 스왈로스        | 1960년 7월 27일 | 3차전·고라쿠엔 구장                     |      |
| 투수에 의한 홈런               | 에나쓰 유타카     | 한신 타이거스            | 1971년 7월 17일 | 1차전·한큐 니시노미야 구장              |      |
| 투수에 의한 끝내기 희생 플라이 | 미즈노 가쓰히토   | 요미우리 자이언츠        | 1988년 7월 26일 | 3차전·도쿄 돔                           | ※6   |
| 사이클링 히트                  | 후루타 아쓰야     | 야쿠르트 스왈로스        | 1992년 7월 19일 | 2차전·지바 마린 스타디움                |      |
| 사이클링 히트                  | 지카모토 고지     | 한신 타이거스            | 2019년 7월 13일 | 2차전·한신 고시엔 구장                  | ※7   |
| 단독 홈스틸                    | SHINJO            | 홋카이도 닛폰햄 파이터스 | 2004년 7월 11일 | 2차전·나가노 올림픽 스타디움            |      |
| 최고 속도 구속 163 km/h        | 티아고 비에이라   | 요미우리 자이언츠        | 2021년 7월 16일 | 1차전·메트라이프 돔                     | ※8   |

※1 : 8회초 강우 콜드게임으로 경기가 종료됐고 결과는 5대 11로 센트럴 리그가 승리함
※2 : 1회말 2사 만루, 투수는 이나가와 마코토(다이요)
※3 : 4회말 2사 만루, 투수는 에나쓰 유타카(한신)
※4 : 2회말 2사 만루, 투수는 후지이 마사루(라쿠텐)
※5 : 9회말 1사 1루, 투수는 마쓰오카 히로무(야쿠르트)
※6 : 3대 3으로 맞이한 연장 12회말 무사 1·3루, 타순은 투수 나카야마 히로아키(다이요). 야수는 모두 출전하고 있었기 때문에 센트럴 리그의 오 사다하루 감독이 투수 중에서도 타격이 좋은 미즈노를 대타로 기용하여 중견수 쪽을 향해 끝내기 희생타를 때려냈다. 같은 이유로 1980년 7월 22일의 3차전(고라쿠엔 구장)에서는 2대 1로 맞이한 9회초 퍼시픽 리그의 공격 2사 만루 상황에서 마쓰누마 히로히사(세이부)의 대타에 퍼시픽 리그의 니시모토 유키오 감독(당시 긴테쓰 감독)이 야마우치 신이치(난카이)를 내보낸 적이 있었지만 센트럴 리그의 마무리 투수인 에나쓰 유타카(히로시마)에게서 삼진으로 물러났다.
※7 : 신인으로서의 달성(사상 최초)
※8 : 3번 브랜던 레어드에게 1, 3, 4구째(결과는 각각 스트라이크, 파울, 헛스윙 삼진)와 4번 시마우치 히로아키에게 1구째(중전 안타)에서의 총 4구로 기록.

## 텔레비전·라디오 방송

### 텔레비전 중계·전송
현재는 일본 내에서만 지상파 방송과 위성방송 모두 민영 방송이 중계하고 있다. NHK에서도 이전에는 텔레비전·라디오 양쪽 모두에서 방송하고 있었지만 주관 대회의 제약으로부터(주관 스폰서의 CM을 내보내지 않으면 안 된다) 광고·방송 금지를 규정한 방송법 제83조에 저촉하기 때문에 텔레비전은 1994년, 라디오는 2003년을 마지막으로 철수했다(라디오 방송으로 지역 방송을 할 수는 있다). 민방에서는 과거에 주요 4개 방송국이 방영권을 획득하여 1989년까지는 각 계열사의 병렬 방송도 이뤄지고 있었다. 그 후 닛폰 TV는 2009년 1차전, TBS는 2011년 1차전, 후지 TV는 2013년 3차전을 끝으로 방송에서 손을 뗐고 2014년 이후에는 모든 경기가 TV 아사히 계열에서 방송하고 있다.
올스타전이 주간 경기로 개최되면서 전국 고등학교 야구 선수권 지방 대회가 중복되는 경우 중복된 지구에만 지방 대회 중계로 교체되는 경우가 있다.

### 라디오 중계
원칙적으로 개최 구장이 있는 지역의 AM 라디오 방송국이 제작하여 전국 네트워크로 중계하지만 월요일에 개최하는 경우엔 임의 네트워크 취급이 된다. 복수국이 있는 지역에서는 NRN과 비NRN(JRN)으로 분담해 제작, 중계한다.
- 홋카이도 개최: HBC 라디오(JRN), STV 라디오(NRN)
- 간토권 개최: 분카 방송(토·일요일은 NRN, 화~금요일은 비NRN), 닛폰 방송(화~금요일은 NRN, 토·일요일은 비NRN) ※월요일은 어느 쪽이 NRN 계열국과의 네트워크를 실시하는지가 수시로 다르다.
- 아이치현 개최: CBC 라디오(JRN), 도카이 라디오(NRN)
- 간사이권 개최: ABC 라디오(월·금·토·일요일은 NRN, 화~목요일은 비NRN), MBS 라디오(화~목요일은 NRN, 월·금·토·일요일은 비NRN)
- 후쿠오카현 개최: RKB라디오(JRN), KBC라디오(NRN)

### 올스타전에서의 지상파 TV 중계 시청률
시청률은 1970년대 말부터 1980년대까지는 30%대를 기록하여 1990년대까지는 20%대를 유지했으나 2000년대 이후에는 10%대로 낮아지는 추세이며 2007년도 2차전에서는 처음으로 한 자릿수대의 시청률을 기록했다. 2014년에는 1차전에서 처음으로 한 자릿수로 떨어졌고 2019년 이후에는 두 경기 모두 한 자릿수를 기록하고 있다.
모두 비디오 리서치의 조사이며, 간토 지구·세대·실시간으로 나온 것이다.
세대별 평균이 높은 시청률의 경기
- 1978년 : 1차전(7월 22일, TBS계) 34.6%
- 1979년 : 1차전(7월 21일, TBS계) 34.6%, 2차전(7월 22일, TBS계) 32.9%, 3차전(7월 24일, 후지 TV계) 33.5%
- 1981년 : 2차전(7월 26일, TBS계) 32.8%, 3차전(7월 28일, 후지 TV계) 29.8%
- 1983년 : 1차전(7월 23일, 후지 TV계) 32.5%, 2차전(7월 24일, 후지 TV계) 32.5%
- 1984년 : 1차전(7월 21일, 닛폰 TV계) 30.9%
- 1988년 : 1차전(7월 24일, 후지 TV계) 30.5%

1998년 이후의 시청률
|           | 1차전                | 1차전                | 1차전                | 2차전                | 2차전                | 2차전                | 3차전                | 3차전                | 3차전                |
| 개최 연도 | 개최일               | 방송국               | 시청률 (※2)          | 개최일               | 방송국               | 시청률 (※2)          | 개최일               | 방송국               | 시청률 (※2)          |
| --------- | -------------------- | -------------------- | -------------------- | -------------------- | -------------------- | -------------------- | -------------------- | -------------------- | -------------------- |
| 1998년    | 7월 22일             | TBS계                | 21.2%                | 7월 23일             | TBS계                | 21.0%                |                      |                      |                      |
| 1999년    | 7월 24일             | TV 아사히계          | 27.6%                | 7월 25일             | TV 아사히계          | 23.6%                | 7월 27일             | 후지 TV계            | 16.7%                |
| 2000년    | 7월 22일             | 닛폰 TV계            | 22.0%                | 7월 23일             | 후지 TV계            | 22.0%                | 7월 26일             | 닛폰 TV계            | 19.8%                |
| 2001년    | 7월 21일             | 후지 TV계 ※1         | 15.2%                | 7월 22일             | TBS계                | 16.0%                | 7월 24일             | 닛폰 TV계            | 14.5%                |
| 2002년    | 7월 12일             | TV 아사히계          | 16.3%                | 7월 13일             | 닛폰 TV계            | 18.1%                |                      |                      |                      |
| 2003년    | 7월 15일             | TV 아사히계          | 14.7%                | 7월 16일             | TBS계                | 14.3%                |                      |                      |                      |
| 2004년    | 7월 10일             | 후지 TV계            | 14.7%                | 7월 11일             | TBS계                | 15.4%                |                      |                      |                      |
| 2005년    | 7월 22일             | TV 아사히계          | 11.9%                | 7월 23일             | TV 아사히계          | 10.3%                |                      |                      |                      |
| 2006년    | 7월 21일             | 후지 TV계            | 12.6%                | 7월 23일             | TBS계                | 12.2%                |                      |                      |                      |
| 2007년    | 7월 20일             | 닛폰 TV계            | 13.5%                | 7월 21일             | TBS계                | 8.2%                 |                      |                      |                      |
| 2008년    | 7월 31일             | 후지 TV계            | 11.4%                | 8월 1일              | TBS계                | 11.3%                |                      |                      |                      |
| 2009년    | 7월 24일             | 닛폰 TV계            | 14.8%                | 7월 25일             | TBS계                | 11.7%                |                      |                      |                      |
| 2010년    | 7월 23일             | TV 아사히계          | 11.1%                | 7월 24일             | TV 아사히계          | 9.5%                 |                      |                      |                      |
| 2011년    | 7월 22일             | TBS계                | 13.0%                | 7월 23일             | TV 아사히계          | 8.6%                 | 7월 24일             | TV 아사히계          | 7.4%                 |
| 2012년    | 7월 20일             | TV 아사히계          | 10.8%                | 7월 21일             | TV 아사히계          | 10.8%                | 7월 23일             | 후지 TV계            | 9.6%                 |
| 2013년    | 7월 19일             | TV 아사히계          | 12.5%                | 7월 20일             | TV 아사히계          | 11.5%                | 7월 22일             | 후지 TV계            | 9.8%                 |
| 2014년    | 7월 18일             | TV 아사히계          | 9.7%                 | 7월 19일             | TV 아사히계          | 10.5%                |                      |                      |                      |
| 2015년    | 7월 17일             | TV 아사히계          | 10.5%                | 7월 18일             | TV 아사히계          | 9.9%                 |                      |                      |                      |
| 2016년    | 7월 15일             | TV 아사히계          | 10.7%                | 7월 16일             | TV 아사히계          | 11.0%                |                      |                      |                      |
| 2017년    | 7월 14일             | TV 아사히계          | 10.5%                | 7월 15일             | TV 아사히계          | 8.1%                 |                      |                      |                      |
| 2018년    | 7월 13일             | TV 아사히계          | 11.6%                | 7월 14일             | TV 아사히계          | 9.8%                 |                      |                      |                      |
| 2019년    | 7월 12일             | TV 아사히계          | 9.1%                 | 7월 13일             | TV 아사히계          | 9.0%                 |                      |                      |                      |
| 2020년    | 코로나19로 인한 취소 | 코로나19로 인한 취소 | 코로나19로 인한 취소 | 코로나19로 인한 취소 | 코로나19로 인한 취소 | 코로나19로 인한 취소 | 코로나19로 인한 취소 | 코로나19로 인한 취소 | 코로나19로 인한 취소 |
| 2021년    | 7월 16일             | TV 아사히계          | 9.0%                 | 7월 17일             | TV 아사히계          | 8.1%                 |                      |                      |                      |

※1 : 《FNS ALLSTARS 27시간 웃음의 꿈 열도》내에서 방송
※2 : 수치는 비디오 리서치 조사, 간토 지구·세대·실시간.

## 비고

### 수익성에 대해
2009년에는 프로 야구 실행 위원회에서 “교류전이 있어서 가치가 희석되고 있다”며 올스타전 자체에 대한 재검토가 논의된 적이 있었다. 올스타전은 일본 프로 야구의 기간 수익 사업의 하나로서 매년 많은 관중을 모아서 높은 수익을 가져오고 있었지만 그런 한편으로 이전에는 2억 엔(추정) 가까이 됐던 지상파 TV 중계의 방영권료가 근년에는 하락의 길을 걷고 있다. 또한 주관 스폰서도 산요 전기의 철수 이후 장기 계약을 희망하는 기업이 좀처럼 나타나지 않아 이러한 요인에서 이미 수익이 한계에 도달한 측면이 있다. 그 후 2008년 이후에는 마쓰다가 올스타전의 주관 스폰서를 맡았지만 2016년부로 계약이 종료됐고, 2017년부터는 마이나비가 주관 스폰서를 맡게 됐다.

### 드래프트 우선권
2014년까지 올스타전 결과에 의해서 프로 야구 드래프트 회의에 있어서의 두 번째 지명 이후의 지명 순서 우선권이 주어지고 있었다. 판정 기준은 다음과 같다.
1. 승리한 리그
2. 승패 수가 같을 경우 득실차로 웃돈 리그
3. 득실차가 없는 경우 추첨

실제로 2013년 올스타전에서는 1승 1무 1패·득실차가 없었기 때문에 추첨을 통해서 퍼시픽 리그가 우선권을 얻었다. 2015년부터는 센트럴·퍼시픽 교류전에서 승리한 리그에게 우선권이 주어졌다(게다가 2019년 이후에는 센트럴 리그와 퍼시픽 리그가 격년으로 우선권을 주는 방식으로 재변경됐다).

### 그 외
- 2008년부터 출장 선수와 코치진은 미즈노가 제공하는 오리지널 유니폼을 착용하고 있다.
- 올스타전에는 한동안 진검 승부를 ‘직구 승부’라고 곡해하는 풍조가 있었다. 그 때문인지 투수가 직구를 많이 던지는 광경이 많이 보여서 ‘올스타전에서는 변화구를 던지기 힘들다’, ‘진정한 진검 승부를 볼 수 없다’ 등의 의견도 있었다.[19]
- 선발 투수에 대해서 그 구장을 홈구장으로 사용하는 구단의 투수를 선발로 하는 경향이 많고 지방 구장의 경기에서도 주관하는 구단의 투수를 선발로 하는 경우가 많다. 하지만 사용 구장을 홈구장으로 하는 구단에서 선발 투수, 또는 투수가 선출되지 않는 경우에는 연고지 구단과는 관계 없는 구단 투수가 선발하는 일도 있다. 또 선출돼도 세간적으로 지명도가 높은 투수가 선출됐을 경우에는 그 투수가 선발로 나올 수도 있고, 그러한 경우에는 중간 계투나 마무리로 돌려질 수도 있다.

### 주해
1. ↑  2005년부터 도호쿠 라쿠텐 골든이글스의 전용 구장이 되면서 지방 개최로 다루지 않게 됐다. 이후 2007년, 2011년, 2021년에 올스타전을 개최했다.
2. ↑  미야기현 센다이시 아오바구에 본사를 두고 있던 프로 야구 정규 시즌의 흥행 전문 회사인 ‘도호쿠 야구 기업’이 흥행면에서 협력했다.
3. ↑  2004년부터 홋카이도 닛폰햄 파이터스의 전용 구장이 되면서 지방 개최로 다루지 않게 됐다. 이후 2009년과 2013년에 올스타전을 개최했다.
4. ↑  장내 아나운서는 요미우리 자이언츠의 구단 직원이 담당했다.
5. ↑  센트럴 리그의 홈 경기로 치러졌는데 스타디움 DJ는 후지사와 쓰바사가 담당했다.
6. ↑  2008년에 지방 개최가 없었던 것은 니가타의 개최 포기에 따른 따른 영향이다.
7. ↑  전자의 예로 2012년에 센트럴 리그 올스타팀 감독을 맡은 주니치 감독 다카기 모리미치, 후자의 예로 2018년 퍼시픽 리그 올스타팀 코치를 맡은 라쿠텐 감독 대행이던 히라이시 요스케였다.
8. ↑  2003년부터 2007년까지는 하루 5회까지,[6][7] 2008년 이후에는 하루 1회까지이다.[8]
9. ↑  2005년까지는 산요 전기 제품 취급점에서도 공식 투표 엽서를 배포하고 있었다.[9]
10. ↑  2020년에는 코로나19 감염 확산의 영향으로 올스타전 자체가 취소됐다. 플러스원 투표가 실시될 예정이었는지는 알 수 없다.
11. ↑  2010년에는 60번째를 기념해서 로고 아래에 ‘60th All-star’와 함께 표기했다.
12. ↑  2012, 2013년에는 로고 주변에 개최지를 본뜬 별이 그려졌다.
13. ↑  별만 변경됐다.
14. ↑  대표적인 사례로 2017년에 고바야시 세이지가 올스타전 개최 전까지 전반기 시즌에서 홈런을 한 개도 치지 못했는데 올스타전 2차전에서 홈런을 쳐서 다카하시 요시노부 감독(당시)이 실망하는 듯한 표정을 드러냈다는 것을 들 수 있다.
15. ↑  과거에 스폰서 협찬이 없었던 시절에는 자동차가 각 경기의 MVP 부상으로 증정됐던 적이 있다.
16. ↑  2011년의 경우에는 ‘앞으로 발매되는 SKYACTIV TECHNOLOGY 탑재차’로 하고 있으며, 개최시에 ‘SKYACTIV TECHNOLOGY’가 탑재돼 있었던 차는 데미오 13-SKYACTIV 뿐이었기 때문에 데미오가 상품 이미지 차량으로서 구장에 전시돼 있었다. 따라서 데미오가 상품이었던 것은 아니다. 2012년에는 SKYACTIV TECHNOLOGY 탑재의 ‘데미오’, ‘악셀라’, ‘CX-5’ 중 1대, 2014년에는 ‘아텐자’, ‘악셀라’, ‘CX-5’ 중 1대, 2016년에는 ‘로드스터’, ‘CX-3’, ‘데미오’, ‘악셀라’, ‘아텐자’, ‘CX-5’의 등 이 가운데 1대가 증정됐다.
17. ↑  2018년에는 제한 시간이 3분이었으며 공의 수에 어떠한 제한은 없었다.[14]
18. ↑  양 팀이 두 자릿수 득점을 달성한 역사상 유일한 경기이다.
19. ↑  무사 만루 상황에서 등판한 에나쓰는 레론 리, 아리토 미치요(모두 롯데 소속), 야마우치를 3자 연속 삼진으로 잡아내고 선제타를 때려낸 마유미 아키노부와 홈런을 쳤던 가케후 마사유키(모두 한신 소속)를 모두 잡아내 MVP를 차지했다. 이것은 ‘9연속 삼진의 재현’, ‘작년 시즌의 일본 시리즈(에나쓰의 21구)의 재현’이라고 불리는 등 화제가 됐다.
20. ↑  TV 도쿄는 계열국이 없었던 1971년 2차전만 중계 실적이 있다.
21. ↑  TV 아사히에서의 방송은 자본 관계상 통상적으로 방영권을 보유하지 않은 주니치 주관분이나 방송에서 철수한 요미우리의 주관분도 포함돼 있다. 더욱이 오랫동안 마이니치 방송→아사히 방송 TV 주도로 제작하던 한신 및 오릭스 주관의 방송분도 2012년 이후에는 TV 아사히 주도에 의해서 제작되고 있다.

### 출전
1. ↑  “球宴試合増も…年金財源確保策として検討”. 《스포츠 닛폰》. 2010년 10월 22일. 2010년 10월 26일에 원본 문서에서 보존된 문서. 2011년 7월 6일에 확인함. “球宴は1増の3試合実施へ…NPBの収益増目的”. 《스포츠 닛폰》. 교도 통신. 2011년 1월 20일. 2011년 7월 6일에 확인함. “球宴、今夏は3試合に NPBの収益増が目的”. 《47NEWS》. 교도 통신. 2011년 3월 1일. 2011년 3월 2일에 원본 문서에서 보존된 문서. 2011년 7월 6일에 확인함.
2. ↑  에지리 요시후미, ‘時代と逆行の球宴3試合 増やした理由が変わっていた’ - 석간 후지, 2011년 3월 2일
3. 1 2  “プロ野球 18年熊本でオールスター第2戦開催を発表 復興支援一環”. 《스포츠 닛폰》 (스포츠 닛폰 신문사). 2017년 3월 30일. 2017년 3월 30일에 확인함.
4. ↑  “プロ野球　オールスター中止を発表、フレッシュ球宴も　開幕は「来月の半ば、下旬のどこかで」”. 《스포니치》. 2020년 5월 11일. 2020년 5월 11일에 확인함.
5. ↑  選手間投票 | マツダオールスターゲーム2008 - 일본 야구 기구
6. ↑  (일본어) 팬 투표 - 2003 산요 올스타 게임 - 일본 야구 기구
7. ↑  (일본어) 팬 투표 - 2007 걸리버 올스타 게임 - 일본 야구 기구
8. ↑  (일본어) 팬 투표 - 마쓰다 올스타 게임 2008 - 일본 야구 기구
9. ↑  팬 투표 - 2005 산요 올스타 게임 - 일본 야구 기구
10. ↑  “野球協約を一部改定　脳振とうの球宴辞退はペナルティー適用外”. 《스포츠 닛폰》. 2019년 1월 21일. 2019년 6월 28일에 확인함.
11. ↑  “悪質すぎる「川崎祭り」、日本ハムの球宴ジャック…オールスターファン投票事件簿”. 《주간 신초》. 2021년 6월 21일. 1쪽. 2021년 6월 21일에 확인함.
12. ↑  王会長 球宴はAKB総選挙方式で - 닛칸 스포츠, 2012년 6월 22일
13. ↑  実施要項 | ホームランダービー | マイナビオールスターゲーム2019 - 일본 야구 기구
14. ↑  実施要項 | ホームランダービー | マイナビオールスターゲーム2018 - 일본 야구 기구
15. ↑  “【球宴】阪神から史上最多10人!近本光司が個人最多得票／ファン投票選出一覧”. 《닛칸 스포츠》. 2023년 6월 28일. 2023년 6월 28일에 확인함.
16. ↑  “【阪神】右肋骨骨折の近本光司とファーム再調整中の湯浅京己の2人の球宴辞退をNPBが発表”. 《닛칸 스포츠》. 2023년 7월 10일. 2023년 7월 14일에 확인함.
17. ↑  “来季交流戦開幕前に「特別試合」開催へ”. 《산케이 스포츠》. 2011년 6월 16일. 2011년 6월 19일에 원본 문서에서 보존된 문서. 2011년 6월 22일에 확인함.
18. ↑  “プロ野球:ドラフト優先権はパ　オールスターで決まらず”. 《마이니치 신문》. 2013년 8월 22일. 2015년 6월 16일에 확인함.[깨진 링크(과거 내용 찾기)]
19. ↑  ダイヤモンドの人間学（広澤克実）　選手も興味薄れる？　オールスター戦の課題 - 니혼케이자이 신문(2013년 7월 14일) 2016년 10월 20일 확인

## 같이 보기
- 일본 야구 기구
- KBO 올스타전
- 메이저 리그 베이스볼 올스타전
- 일본 시리즈